# Danh sách bộ vi xử lý Intel Core i7
Sau đây là danh sách các Vi xử lý Intel Core i7.

## Vi xử lý máy tính để bàn

### Vi kiến trúc Nehalem (thế hệ thứ nhất)

#### "Bloomfield" (45 nm)
- Tất cả các sản phẩm hỗ trợ: MMX, SSE, SSE2, SSE3, SSSE3, SSE4.1, SSE4.2, Enhanced Intel SpeedStep Technology (EIST), Intel 64, XD bit (an NX bit implementation), Intel VT-x, Hyper-threading, Turbo Boost, Smart Cache.
- FSB được thay thế bằng QPI.
- Bóng bán dẫn: 731 triệu
- Kích thước Die: 263 mm²
- Steppings: C0, D0

| Mã sản phẩm                 | Số sSpec                  | Xung nhịp | Turbo   | Số nhân | L2 cache   | L3 cache | I/O bus          | Mult. | Tốc độ Uncore | Bộ nhớ        | Voltage     | TDP   | Socket   | Ngày ra mắt       | Số hiệu thành phần             | Giá ra mắt (USD) |
| --------------------------- | ------------------------- | --------- | ------- | ------- | ---------- | -------- | ---------------- | ----- | ------------- | ------------- | ----------- | ----- | -------- | ----------------- | ------------------------------ | ---------------- |
| Core i7-920                 | - SLBCH (C0) - SLBEJ (D0) | 2.67 GHz  | 1/1/1/2 | 4       | 4 × 256 KB | 8 MB     | 1 × 4.8 GT/s QPI | 20×   | 2133 MHz      | 3 × DDR3-1066 | 0.8–1.375 V | 130 W | LGA 1366 | Tháng 11 năm 2008 | - BX80601920 - AT80601000741AA | $284             |
| Core i7-930                 | - SLBKP (D0)              | 2.8 GHz   | 1/1/1/2 | 4       | 4 × 256 KB | 8 MB     | 1 × 4.8 GT/s QPI | 21×   | 2133 MHz      | 3 × DDR3-1066 | 0.8–1.375 V | 130 W | LGA 1366 | Tháng 2 năm 2010  | - BX80601930 - AT80601000897AA | $294             |
| Core i7-940                 | - SLBCK (C0)              | 2.93 GHz  | 1/1/1/2 | 4       | 4 × 256 KB | 8 MB     | 1 × 4.8 GT/s QPI | 22×   | 2133 MHz      | 3 × DDR3-1066 | 0.8–1.375 V | 130 W | LGA 1366 | Tháng 11 năm 2008 | - BX80601940 - AT80601000921AA | $562             |
| Core i7-950                 | - SLBEN (D0)              | 3.07 GHz  | 1/1/1/2 | 4       | 4 × 256 KB | 8 MB     | 1 × 4.8 GT/s QPI | 23×   | 2133 MHz      | 3 × DDR3-1066 | 0.8–1.375 V | 130 W | LGA 1366 | Tháng 6 năm 2009  | - BX80601950 - AT80601002112AA | $562             |
| Core i7-960                 | - SLBEU (D0)              | 3.2 GHz   | 1/1/1/2 | 4       | 4 × 256 KB | 8 MB     | 1 × 4.8 GT/s QPI | 24×   | 2133 MHz      | 3 × DDR3-1066 | 0.8–1.375 V | 130 W | LGA 1366 | Tháng 10 năm 2009 | - BX80601960 - AT80601002727AA | $9999            |
| Core i7-965 Extreme Edition | - SLBCJ (C0)              | 3.2 GHz   | 1/1/1/2 | 4       | 4 × 256 KB | 8 MB     | 1 × 6.4 GT/s QPI | 24×   | 2667 MHz      | 3 × DDR3-1066 | 0.8–1.375 V | 130 W | LGA 1366 | Tháng 11 năm 2008 | - BX80601965 - AT80601000918AA | $999             |
| Core i7-975 Extreme Edition | - SLBEQ (D0)              | 3.33 GHz  | 1/1/1/2 | 4       | 4 × 256 KB | 8 MB     | 1 × 6.4 GT/s QPI | 25×   | 2667 MHz      | 3 × DDR3-1066 | 0.8–1.375 V | 130 W | LGA 1366 | Tháng 6 năm 2009  | - BX80601975 - AT80601002274AA | $999             |

#### "Lynnfield" (45 nm)
- Tất cả các sản phẩm hỗ trợ: MMX, SSE, SSE2, SSE3, SSSE3, SSE4.1, SSE4.2, Enhanced Intel SpeedStep Technology (EIST), Intel 64, XD bit (an NX bit implementation), TXT, Intel VT-x, Intel VT-d, Hyper-threading, Turbo Boost, Smart Cache.
- Core i7-875K có nhân mở khóa và không hỗ trợ Intel TXT và Intel VT-d..[1]
- FSB được thay thế bằng DMI.
- Bóng bán dẫn: 774 triệu
- Kích thước Die: 296 mm²
- Stepping: B1

| Mã sản phẩm          | Số sSpec     | Xung nhịp | Turbo   | Số nhân | L2 cache   | L3 cache | I/O bus | Mult. | Tốc độ Uncore | Bộ nhớ        | Voltage    | TDP  | Socket   | Ngày ra mắt      | Số hiệu thành phần                | Giá ra mắt (USD) |
| -------------------- | ------------ | --------- | ------- | ------- | ---------- | -------- | ------- | ----- | ------------- | ------------- | ---------- | ---- | -------- | ---------------- | --------------------------------- | ---------------- |
| điện năng tiêu chuẩn |              |           |         |         |            |          |         |       |               |               |            |      |          |                  |                                   |                  |
| Core i7-860          | - SLBJJ (B1) | 2.8 GHz   | 1/1/4/5 | 4       | 4 × 256 KB | 8 MB     | DMI     | 21×   | 2400 MHz      | 2 × DDR3-1333 | 0.65–1.4 V | 95 W | LGA 1156 | Tháng 9 năm 2009 | - BV80605001908AK - BX80605I7860  | $284             |
| Core i7-870          | - SLBJG (B1) | 2.93 GHz  | 2/2/4/5 | 4       | 4 × 256 KB | 8 MB     | DMI     | 22×   | 2400 MHz      | 2 × DDR3-1333 | 0.65–1.4 V | 95 W | LGA 1156 | Tháng 9 năm 2009 | - BV80605001905AI - BX80605I7870  | $562             |
| Core i7-875K         | - SLBS2 (B1) | 2.93 GHz  | 2/2/4/5 | 4       | 4 × 256 KB | 8 MB     | DMI     | 22×   | 2400 MHz      | 2 × DDR3-1333 | 0.65–1.4 V | 95 W | LGA 1156 | Tháng 5 năm 2010 | - BV80605001905AM - BX80605I7875K | $342             |
| Core i7-880          | - SLBPS (B1) | 3.07 GHz  | 2/2/4/5 | 4       | 4 × 256 KB | 8 MB     | DMI     | 23×   | 2400 MHz      | 2 × DDR3-1333 | 0.65–1.4 V | 95 W | LGA 1156 | Tháng 5 năm 2010 | - BV80605002505AG                 | $583             |
| tiết kiệm điện năng  |              |           |         |         |            |          |         |       |               |               |            |      |          |                  |                                   |                  |
| Core i7-860S         | - SLBLG (B1) | 2.53 GHz  | 0/0/6/7 | 4       | 4 × 256 KB | 8 MB     | DMI     | 19×   |               | 2 × DDR3-1333 | 0.65–1.4 V | 82 W | LGA 1156 | Tháng 1 năm 2010 | - BV80605003210AD - BX80605I7860S | $337             |
| Core i7-870S         | - SLBQ7 (B1) | 2.67 GHz  | 0/0/6/7 | 4       | 4 × 256 KB | 8 MB     | DMI     | 20×   |               | 2 × DDR3-1333 | 0.65–1.4 V | 82 W | LGA 1156 | Tháng 7 năm 2010 | - BX80605I7870S - BV80605004494AB | $351             |

### Vi kiến trúc Westmere (thế hệ thứ nhất)

#### "Gulftown" (32 nm)
- Tất cả các sản phẩm hỗ trợ: MMX, SSE, SSE2, SSE3, SSSE3, SSE4.1, SSE4.2, Enhanced Intel SpeedStep Technology (EIST), Intel 64, XD bit (an NX bit implementation), Intel VT-x, Hyper-threading, Turbo Boost, AES-NI, Smart Cache.
- Core i7-980X và 990X có nhân mở khóa.
- FSB được thay thế bằng QPI.
- Bóng bán dẫn: 1170 triệu
- Kích thước Die: 239 mm²
- Steppings: B1

| Mã sản phẩm  | Số sSpec     | Xung nhịp | Turbo       | Số nhân | L2 cache   | L3 cache | I/O bus          | Mult. | Tốc độ Uncore | Bộ nhớ        | Voltage     | TDP   | Socket   | Ngày ra mắt      | Số hiệu thành phần                | Giá ra mắt (USD) |
| ------------ | ------------ | --------- | ----------- | ------- | ---------- | -------- | ---------------- | ----- | ------------- | ------------- | ----------- | ----- | -------- | ---------------- | --------------------------------- | ---------------- |
| Core i7-970  | - SLBVF (B1) | 3.2 GHz   | 1/1/1/1/2/2 | 6       | 6 × 256 KB | 12 MB    | 1 × 4.8 GT/s QPI | 24×   | 2667 MHz      | 3 × DDR3-1066 | 0.8–1.375 V | 130 W | LGA 1366 | Tháng 7 năm 2010 | - AT80613005490AD - BX80613I7970  | $885             |
| Core i7-980  | - SLBYU (B1) | 3.33 GHz  | 1/1/1/1/2/2 | 6       | 6 × 256 KB | 12 MB    | 1 × 4.8 GT/s QPI | 25×   | 2667 MHz      | 3 × DDR3-1066 | 0.8–1.300 V | 130 W | LGA 1366 | Tháng 6 năm 2011 | - AT80613006756AA - BX80613I7980  | $583             |
| Core i7-980X | - SLBUZ (B1) | 3.33 GHz  | 1/1/1/1/2/2 | 6       | 6 × 256 KB | 12 MB    | 1 × 6.4 GT/s QPI | 25×   | 2667 MHz      | 3 × DDR3-1066 | 0.8–1.375 V | 130 W | LGA 1366 | Tháng 3 năm 2010 | - AT80613003543AE - BX80613I7980X | $999             |
| Core i7-990X | - SLBVZ (B1) | 3.47 GHz  | 1/1/1/1/2/2 | 6       | 6 × 256 KB | 12 MB    | 1 × 6.4 GT/s QPI | 26×   | 2667 MHz      | 3 × DDR3-1066 | 0.8–1.375 V | 130 W | LGA 1366 | Tháng 2 năm 2011 | - AT80613005931AA - BX80613I7990X | $999             |

### Vi kiến trúc Sandy Bridge (thế hệ thứ 2)

#### "Sandy Bridge" (32 nm)
- Hầu hết các sản phẩm hỗ trợ: MMX, SSE, SSE2, SSE3, SSSE3, SSE4.1, SSE4.2, AVX, Enhanced Intel SpeedStep Technology (EIST), Intel 64, XD bit (an NX bit implementation), TXT, Intel VT-x, Intel VT-d, Hyper-threading, Turbo Boost, AES-NI, Smart Cache, Intel Insider, vPro
- Hỗ trợ lên đến 4 DIMMS của bộ nhớ DDR3-1333.
- Bộ xử lý S tính năng thấp hơn TDP bình thường (65 W trên sản phẩm 4 nhân).
- Bộ xử lý K có nhân mở khóa turbo nhưng không hỗ trợ Intel TXT, Intel VT-d [2] và vPro.[3]
- Bộ xử lý không có K sẽ bị giới hạn ép xung turbo.
- Bóng bán dẫn: 1.16 tỷ[4]
- Kích thước Die: 216 mm²

| điện năng tiêu chuẩn |              |   |         |          |            |      |                  |              |      |          |         |                   |                                                      |      |
| Core i7-2600         | - SR00B (D2) | 4 | 3.4 GHz | 1/2/3/4  | 4 × 256 KB | 8 MB | HD Graphics 2000 | 850–1350 MHz | 95 W | LGA 1155 | DMI 2.0 | Tháng 1 năm 2011  | - CM8062300834302 - BX80623I72600 - BXC80623I72600   | $294 |
| Core i7-2600K        | - SR00C (D2) | 4 | 3.4 GHz | 1/2/3/4  | 4 × 256 KB | 8 MB | HD Graphics 3000 | 850–1350 MHz | 95 W | LGA 1155 | DMI 2.0 | Tháng 1 năm 2011  | - CM8062300833908 - BX80623I72600K - BXC80623I72600K | $317 |
| Core i7-2700K        | - SR0DG (D2) | 4 | 3.5 GHz | 1/2/3/4  | 4 × 256 KB | 8 MB | HD Graphics 3000 | 850–1350 MHz | 95 W | LGA 1155 | DMI 2.0 | Tháng 10 năm 2011 | - CM8062301124100 - BX80623I72700K - BXC80623I72700K | $332 |
| tiết kiệm điện năng  |              |   |         |          |            |      |                  |              |      |          |         |                   |                                                      |      |
| Core i7-2600S        | - SR00E (D2) | 4 | 2.8 GHz | 1/5/9/10 | 4 × 256 KB | 8 MB | HD Graphics 2000 | 850–1350 MHz | 65 W | LGA 1155 | DMI 2.0 | Tháng 1 năm 2011  | - CM8062300835604 - BX80623I72600S                   | $306 |

#### "Sandy Bridge-E" (32 nm)
- Tất cả các sản phẩm hỗ trợ: MMX, SSE, SSE2, SSE3, SSSE3, SSE4.1, SSE4.2, AVX, Enhanced Intel SpeedStep Technology (EIST), Intel 64, XD bit (an NX bit implementation), Intel VT-x, Intel VT-d, Hyper-threading, Turbo Boost, AES-NI, Smart Cache.
- Hỗ trợ lên đến 8 DIMMS của bộ nhớ DDR3-1600.
- Bóng bán dẫn: 1.27 (M1 stepping) hoặc 2.27 (C1, C2 steppings) tỷ
- Kích thước Die: 294 (M1 stepping) hoặc 435 (C1, C2 steppings) mm²

| Mã sản phẩm   | Số sSpec                  | Số nhân | Xung nhịp | Turbo       | L2 cache   | L3 cache | TDP   | Socket   | I/O bus | Bộ nhớ        | Ngày ra mắt       | Số hiệu thành phần                 | Giá ra mắt (USD) |
| ------------- | ------------------------- | ------- | --------- | ----------- | ---------- | -------- | ----- | -------- | ------- | ------------- | ----------------- | ---------------------------------- | ---------------- |
| Core i7-3820  | - SR0LD (M1)              | 4       | 3.6 GHz   | 1/1/2/2     | 4 × 256 KB | 10 MB    | 130 W | LGA 2011 | DMI 2.0 | 8 × DDR3-1600 | Tháng 2 năm 2012  | - CM8061901049606 - BX80619I73820  | $294             |
| Core i7-3930K | - SR0H9 (C1) - SR0KY (C2) | 6       | 3.2 GHz   | 3/3/4/5/6/6 | 6 × 256 KB | 12 MB    | 130 W | LGA 2011 | DMI 2.0 | 8 × DDR3-1600 | Tháng 11 năm 2011 | - CM8061901100802 - BX80619I73930K | $583             |
| Core i7-3960X | - SR0GW (C1) - SR0KF (C2) | 6       | 3.3 GHz   | 3/3/4/5/6/6 | 6 × 256 KB | 15 MB    | 130 W | LGA 2011 | DMI 2.0 | 8 × DDR3-1600 | Tháng 11 năm 2011 | - CM8061907184018 - BX80619I73960X | $999             |
| Core i7-3970X | - SR0WR (C2)              | 6       | 3.5 GHz   | 2/2/3/4/5/5 | 6 × 256 KB | 15 MB    | 150 W | LGA 2011 | DMI 2.0 | 8 × DDR3-1600 | Tháng 11 năm 2012 | - CM8061901281201 - BX80619I73970X | $999             |

### Vi kiến trúc Ivy Bridge (thế hệ thứ 3)

#### "Ivy Bridge" (22 nm)
- Tất cả các sản phẩm hỗ trợ: MMX, SSE, SSE2, SSE3, SSSE3, SSE4.1, SSE4.2, AVX, F16C, Enhanced Intel SpeedStep Technology (EIST), Intel 64, XD bit (an NX bit implementation), Intel VT-x, Hyper-threading, Turbo Boost 2.0, AES-NI, Smart Cache, Intel Insider,
- Hỗ trợ lên đến 4 DIMMS of DDR3-1600 memory.
- Tất cả các sản phẩm ngoại trừ bộ xử lý K hỗ trợ thêm Intel TXT, Intel VT-d và vPro.
- Bộ xử lý S tính năng thấp hơn TDP bình thường (65 W trên sản phẩm 4 nhân).
- Bộ xử lý T được tối ưu hóa hiệu suất
- Bộ xử lý K có nhân mở khóa turbo nhưng không hỗ trợ Intel TXT, Intel VT-d [5] và vPro. Bộ xử lý không có K sẽ bị giới hạn ép xung turbo.
- Bóng bán dẫn: 1.4 tỷ
- Kích thước Die: 160 mm²

| điện năng tiêu chuẩn     |              |   |         |           |            |      |                  |              |      |          |         |                  |                                                      |      |
| Core i7-3770             | - SR0PK (E1) | 4 | 3.4 GHz | 3/4/5/5   | 4 × 256 KB | 8 MB | HD Graphics 4000 | 650–1150 MHz | 77 W | LGA 1155 | DMI 2.0 | Tháng 4 năm 2012 | - CM8063701211600 - BX80637I73770 - BXC80637I73770   | $278 |
| Core i7-3770K            | - SR0PL (E1) | 4 | 3.5 GHz | 2/3/4/4   | 4 × 256 KB | 8 MB | HD Graphics 4000 | 650–1150 MHz | 77 W | LGA 1155 | DMI 2.0 | Tháng 4 năm 2012 | - CM8063701211700 - BX80637I73770K - BXC80637I73770K | $313 |
| tiết kiệm điện năng      |              |   |         |           |            |      |                  |              |      |          |         |                  |                                                      |      |
| Core i7-3770S            | - SR0PN (E1) | 4 | 3.1 GHz | 4/5/7/8   | 4 × 256 KB | 8 MB | HD Graphics 4000 | 650–1150 MHz | 65 W | LGA 1155 | DMI 2.0 | Tháng 4 năm 2012 | - CM8063701211900 - BX80637I73770S                   | $278 |
| siêu tiết kiệm điện năng |              |   |         |           |            |      |                  |              |      |          |         |                  |                                                      |      |
| Core i7-3770T            | - SR0PQ (E1) | 4 | 2.5 GHz | 6/9/11/12 | 4 × 256 KB | 8 MB | HD Graphics 4000 | 650–1150 MHz | 45 W | LGA 1155 | DMI 2.0 | Tháng 4 năm 2012 | - CM8063701212200 - BX80637I73770T                   | $278 |

#### "Ivy Bridge-E" (22 nm)
- Tất cả các sản phẩm hỗ trợ: MMX, SSE, SSE2, SSE3, SSSE3, SSE4.1, SSE4.2, AVX, F16C, Enhanced Intel SpeedStep Technology (EIST), Intel 64, XD bit (an NX bit implementation), Intel VT-x, Intel VT-d, Hyper-threading, Turbo Boost 2.0, AES-NI, Smart Cache.
- Hỗ trợ lên đến 8 DIMMS của bộ nhớ DDR3-1866.
- Bóng bán dẫn: 1.86 tỷ
- Kích thước Die: 256.5 mm²

| Mã sản phẩm   | Số sSpec     | Số nhân | Xung nhịp | Turbo       | L2 cache   | L3 cache | TDP   | Socket   | I/O bus | Bộ nhớ        | Ngày ra mắt      | Số hiệu thành phần                 | Giá ra mắt (USD) |
| ------------- | ------------ | ------- | --------- | ----------- | ---------- | -------- | ----- | -------- | ------- | ------------- | ---------------- | ---------------------------------- | ---------------- |
| Core i7-4820K | - SR1AU (S1) | 4       | 3.7 GHz   | 0/0/0/2     | 4 × 256 KB | 10 MB    | 130 W | LGA 2011 | DMI 2.0 | 8 × DDR3-1866 | Tháng 9 năm 2013 | - CM8063301292805 - BX80633I74820K | $310             |
| Core i7-4930K | - SR1AT (S1) | 6       | 3.4 GHz   | 2/2/3/3/3/5 | 6 × 256 KB | 12 MB    | 130 W | LGA 2011 | DMI 2.0 | 8 × DDR3-1866 | Tháng 9 năm 2013 | - CM8063301292702 - BX80633I74930K | $555             |
| Core i7-4960X | - SR1AS (S1) | 6       | 3.6 GHz   | 1/1/2/3/3/4 | 6 × 256 KB | 15 MB    | 130 W | LGA 2011 | DMI 2.0 | 8 × DDR3-1866 | Tháng 9 năm 2013 | - CM8063301292500 - BX80633I74960X | $990             |

### Vi kiến trúc Haswell (thế hệ thứ 4)

#### "Haswell-DT" (lõi tứ, 22 nm)
- Tất cả các sản phẩm hỗ trợ: MMX, SSE, SSE2, SSE3, SSSE3, SSE4.1, SSE4.2, AVX, AVX2, FMA3, F16C, (BMI1)(Bit Manipulation Instructions1)+BMI2, Enhanced Intel SpeedStep Technology (EIST), Intel 64, XD bit (an NX bit implementation), Intel VT-x, Hyper-threading, Turbo Boost 2.0, AES-NI, Smart Cache, Intel Insider
- Tất cả các sản phẩm ngoại trừ i7-4770K hỗ trợ thêm Intel TSX-NI và Intel VT-d
- Tất cả các sản phẩm ngoại trừ i7-4770K và i7-4790K hỗ trợ thêm vPro và TXT
- Bóng bán dẫn: 1.4 tỷ
- Kích thước Die: 177 mm²

| điện năng tiêu chuẩn               |              |   |         |           |            |      |                  |              |      |          |         |                  |                                                                        |      |
| Core i7-4770                       | - SR149 (C0) | 4 | 3.4 GHz | 3/4/5/5   | 4 × 256 KB | 8 MB | HD Graphics 4600 | 350–1200 MHz | 84 W | LGA 1150 | DMI 2.0 | Tháng 6 năm 2013 | - CM8064601464303 - BX80646I74770 - BXC80646I74770                     | $303 |
| Core i7-4770K                      | - SR147 (C0) | 4 | 3.5 GHz | 2/3/4/4   | 4 × 256 KB | 8 MB | HD Graphics 4600 | 350–1250 MHz | 84 W | LGA 1150 | DMI 2.0 | Tháng 6 năm 2013 | - CM8064601464206 - BX80646I74770K - BXF80646I74770K - BXC80646I74770K | $339 |
| Core i7-4771                       | - SR1BW (C0) | 4 | 3.5 GHz | 2/3/4/4   | 4 × 256 KB | 8 MB | HD Graphics 4600 | 350–1200 MHz | 84 W | LGA 1150 | DMI 2.0 | Tháng 9 năm 2013 | - CM8064601464302 - BX80646I74771 - BXC80646I74771                     | $320 |
| Core i7-4790                       | - SR1QF (C0) | 4 | 3.6 GHz | 2/3/4/4   | 4 × 256 KB | 8 MB | HD Graphics 4600 | 350–1200 MHz | 84 W | LGA 1150 | DMI 2.0 | Tháng 5 năm 2014 | - CM8064601560113 - BX80646I74790 - BXC80646I74790                     | $303 |
| Core i7-4790K                      | - SR219 (C0) | 4 | 4 GHz   | 2/3/4/4   | 4 × 256 KB | 8 MB | HD Graphics 4600 | 350–1250 MHz | 88 W | LGA 1150 | DMI 2.0 | Tháng 6 năm 2014 | - CM8064601710501 - BX80646I74790K - BXF80646I74790K - BXC80646I74790K | $339 |
| tiết kiệm điện năng                |              |   |         |           |            |      |                  |              |      |          |         |                  |                                                                        |      |
| Core i7-4770S                      | - SR14H (C0) | 4 | 3.1 GHz | 4/5/7/8   | 4 × 256 KB | 8 MB | HD Graphics 4600 | 350–1200 MHz | 65 W | LGA 1150 | DMI 2.0 | Tháng 6 năm 2013 | - CM8064601465504 - BX80646I74770S                                     | $303 |
| Core i7-4790S                      | - SR1QM (C0) | 4 | 3.2 GHz | 4/5/7/8   | 4 × 256 KB | 8 MB | HD Graphics 4600 | 350–1200 MHz | 65 W | LGA 1150 | DMI 2.0 | Tháng 5 năm 2014 | - CM8064601561014 - BX80646I74790S                                     | $303 |
| Siêu tiết kiệm điện năng           |              |   |         |           |            |      |                  |              |      |          |         |                  |                                                                        |      |
| Core i7-4765T                      | - SR14Q (C0) | 4 | 2 GHz   | 6/7/9/10  | 4 × 256 KB | 8 MB | HD Graphics 4600 | 350–1200 MHz | 35 W | LGA 1150 | DMI 2.0 | Tháng 6 năm 2013 | - CM8064601466200                                                      | $303 |
| Core i7-4770T                      | - SR14N (C0) | 4 | 2.5 GHz | 6/9/11/12 | 4 × 256 KB | 8 MB | HD Graphics 4600 | 350–1200 MHz | 45 W | LGA 1150 | DMI 2.0 | Tháng 6 năm 2013 | - CM8064601465902                                                      | $303 |
| Core i7-4785T                      | - SR1QU (C0) | 4 | 2.2 GHz | 6/7/9/10  | 4 × 256 KB | 8 MB | HD Graphics 4600 | 350–1200 MHz | 35 W | LGA 1150 | DMI 2.0 | Tháng 5 năm 2014 | - CM8064601561714                                                      | $303 |
| Core i7-4790T                      | - SR1QS (C0) | 4 | 2.7 GHz | 6/9/11/12 | 4 × 256 KB | 8 MB | HD Graphics 4600 | 350–1200 MHz | 45 W | LGA 1150 | DMI 2.0 | Tháng 5 năm 2014 | - CM8064601561513                                                      | $303 |
| siêu tiết kiệm điện năng, đã nhúng |              |   |         |           |            |      |                  |              |      |          |         |                  |                                                                        |      |
| Core i7-4770TE                     | - SR183 (C0) | 4 | 2.3 GHz | 4/4/9/10  | 4 × 256 KB | 8 MB | HD Graphics 4600 | 350–1000 MHz | 45 W | LGA 1150 | DMI 2.0 | Tháng 6 năm 2013 | - CM8064601538900                                                      | $303 |

#### "Haswell-H" (MCP, lõi tứ, 22 nm)
- Tất cả các sản phẩm hỗ trợ: MMX, SSE, SSE2, SSE3, SSSE3, SSE4.1, SSE4.2, AVX, AVX2, FMA3, F16C, (BMI1)(Bit Manipulation Instructions1)+BMI2, Enhanced Intel SpeedStep Technology (EIST), Intel 64, XD bit (an NX bit implementation), Intel VT-x, Intel VT-d, Hyper-threading, Turbo Boost 2.0, AES-NI, Smart Cache, Intel Insider.
- i7-4770R không hỗ trợ TSX, TXT và Vpro.
- Core i7-4770R cũng chứa "Crystalwell": 128 MiB eDRAM được dựng trên (22 nm) hoạt động như L4 cache
- Bóng bán dẫn: 1.4 tỷ
- Kích thước Die: 264mm² + 84mm²

| Mã sản phẩm   | Số sSpec     | Số nhân | Xung nhịp | Turbo   | L2 cache   | L3 cache | Loại GPU               | Xung nhịp GPU | TDP  | Socket   | I/O bus | Ngày ra mắt      | Số hiệu thành phần | Giá ra mắt (USD) |
| ------------- | ------------ | ------- | --------- | ------- | ---------- | -------- | ---------------------- | ------------- | ---- | -------- | ------- | ---------------- | ------------------ | ---------------- |
| Core i7-4770R | - SR18K (C0) | 4       | 3.2 GHz   | 4/5/6/7 | 4 × 256 KB | 6 MB     | Iris Pro Graphics 5200 | 200–1300 MHz  | 65 W | BGA-1364 | DMI 2.0 | Tháng 6 năm 2013 | - CL8064701508001  | $392             |

#### "Haswell-E" (22 nm)
- Tất cả các sản phẩm hỗ trợ: MMX, SSE, SSE2, SSE3, SSSE3, SSE4.1, SSE4.2, AVX, AVX2, FMA3, F16C, Enhanced Intel SpeedStep Technology (EIST), Intel 64, XD bit (an NX bit implementation), Intel VT-x, Intel VT-d, Hyper-threading, Turbo Boost 2.0, AES-NI, Smart Cache.
- Hỗ trợ lên đến 8 DIMMS của bộ nhớ DDR4-2133.
- Bóng bán dẫn: 2.60 tỷ
- Kích thước Die: 356 mm²
- i7-5820K có 28 PCI Express lanes; i7-5930K và i7-5960X có 40

| Mã sản phẩm   | Số sSpec     | Số nhân | Xung nhịp | Turbo           | L2 cache   | L3 cache | TDP   | Socket     | I/O bus | Bộ nhớ        | Ngày ra mắt      | Số hiệu thành phần                 | Giá ra mắt (USD) |
| ------------- | ------------ | ------- | --------- | --------------- | ---------- | -------- | ----- | ---------- | ------- | ------------- | ---------------- | ---------------------------------- | ---------------- |
| Core i7-5820K | - SR20S (R2) | 6       | 3.3 GHz   | 1/1/1/1/3/3     | 6 × 256 KB | 15 MB    | 140 W | LGA 2011-3 | DMI 2.0 | 4 × DDR4-2133 | Tháng 8 năm 2014 | - CM8064801548435 - BX80648I75820K | $389             |
| Core i7-5930K | - SR20R (R2) | 6       | 3.5 GHz   | 1/1/1/1/2/2     | 6 × 256 KB | 15 MB    | 140 W | LGA 2011-3 | DMI 2.0 | 4 × DDR4-2133 | Tháng 8 năm 2014 | - CM8064801548338 - BX80648I75930K | $583             |
| Core i7-5960X | - SR20Q (R2) | 8       | 3 GHz     | 3/3/3/3/3/3/5/5 | 8 × 256 KB | 20 MB    | 140 W | LGA 2011-3 | DMI 2.0 | 4 × DDR4-2133 | Tháng 8 năm 2014 | - CM8064801547964 - BX80648I75960X | $999             |

### Vi kiến trúc Broadwell (thế hệ thứ 5)

#### "Broadwell-H" (lõi tứ, 14 nm)
- Tất cả các sản phẩm hỗ trợ: MMX, SSE, SSE2, SSE3, SSSE3, SSE4.1, SSE4.2, AVX, AVX2, FMA3, F16C, (BMI1)(Bit Manipulation Instructions1)+BMI2, Enhanced Intel SpeedStep Technology (EIST), Intel 64, XD bit (an NX bit implementation), Intel VT-x, Intel VT-d, Hyper-threading, Turbo Boost 2.0, AES-NI, Smart Cache, Intel Insider.
- Tất cả các sản phẩm cũng chứa "Crystal Well": 128 MiB eDRAM hoạt động như L4 cache
- Bóng bán dẫn:
- Kích thước Die:

| Mã sản phẩm   | Số sSpec     | Số nhân | Xung nhịp | Turbo   | L2 cache   | L3 cache | Loại GPU               | Xung nhịp GPU | TDP  | Socket   | I/O bus | Ngày ra mắt      | Số hiệu thành phần                 | Giá ra mắt (USD) |
| ------------- | ------------ | ------- | --------- | ------- | ---------- | -------- | ---------------------- | ------------- | ---- | -------- | ------- | ---------------- | ---------------------------------- | ---------------- |
| Core i7-5775C | - SR2AG (G0) | 4       | 3.3 GHz   | 3/3/4/4 | 4 × 256 KB | 6 MB     | Iris Pro Graphics 6200 | 300–1150 MHz  | 65 W | LGA 1150 | DMI 2.0 | Tháng 6 năm 2015 | - CM8065802483301 - BX80658I75775C | $366             |
| Core i7-5775R | - SR2AL (G0) | 4       | 3.3 GHz   | 4/4/5/5 | 4 × 256 KB | 6 MB     | Iris Pro Graphics 6200 | 300–1150 MHz  | 65 W | BGA-1364 | DMI 2.0 | Tháng 6 năm 2015 | - FH8065802483601                  | $348             |

#### "Broadwell-E" (14 nm)
- Tất cả các sản phẩm hỗ trợ: MMX, SSE, SSE2, SSE3, SSSE3, SSE4.1, SSE4.2, AVX, AVX2, FMA3, F16C, Enhanced Intel SpeedStep Technology (EIST), Intel 64, XD bit (an NX bit implementation), Intel VT-x, Intel VT-d, Hyper-threading, Turbo Boost 3.0, AES-NI, Smart Cache.
- Hỗ trợ lên đến 8 DIMMS của bộ nhớ DDR4-2400.
- Bóng bán dẫn:
- Kích thước Die:
- i7-6800K có 28 PCI Express lanes; tất cả những cái khác có 40

| Mã sản phẩm   | Số sSpec | Số nhân | Xung nhịp | Turbo   | L2 cache    | L3 cache | TDP   | Socket     | I/O bus | Bộ nhớ        | Ngày ra mắt      | Số hiệu thành phần                 | Giá ra mắt (USD) |
| ------------- | -------- | ------- | --------- | ------- | ----------- | -------- | ----- | ---------- | ------- | ------------- | ---------------- | ---------------------------------- | ---------------- |
| Core i7-6800K | - SR2PD  | 6       | 3.4 GHz   | 3.8 GHz | 6 × 256 KB  | 15 MB    | 140 W | LGA 2011-3 | DMI 2.0 | 4 × DDR4-2400 | Tháng 5 năm 2016 | - BX80671I76800K - BXC80671I76800K | $434             |
| Core i7-6850K | - SR2PC  | 6       | 3.6 GHz   | 4 GHz   | 6 × 256 KB  | 15 MB    | 140 W | LGA 2011-3 | DMI 2.0 | 4 × DDR4-2400 | Tháng 5 năm 2016 | - BX80671I76850K - BXC80671I76850K | $617             |
| Core i7-6900K | - SR2PB  | 8       | 3.2 GHz   | 4 GHz   | 8 × 256 KB  | 20 MB    | 140 W | LGA 2011-3 | DMI 2.0 | 4 × DDR4-2400 | Tháng 5 năm 2016 | - BX80671I76900K - BXC80671I76900K | $1089            |
| Core i7-6950X | - SR2PA  | 10      | 3 GHz     | 4 GHz   | 10 × 256 KB | 25 MB    | 140 W | LGA 2011-3 | DMI 2.0 | 4 × DDR4-2400 | Tháng 5 năm 2016 | - BX80671I76950X - BXC80671I76950X | $1723            |

### Vi kiến trúc Skylake (thế hệ thứ 6)

#### "Skylake-S" (lõi tứ, 14 nm)
- Tất cả các sản phẩm hỗ trợ: MMX, SSE, SSE2, SSE3, SSSE3, SSE4.1, SSE4.2, AVX, AVX2, FMA3, F16C, (BMI1)(Bit Manipulation Instructions1)+BMI2, Enhanced Intel SpeedStep Technology (EIST), Intel 64, XD bit (an NX bit implementation), Intel VT-x, Intel VT-d, Hyper-threading, Turbo Boost 2.0, AES-NI, Smart Cache, Intel Insider, Intel SGX, Intel MPX.
- Sản phẩm được nhúng cũng hỗ trợ: Intel vPro, Intel TXT.
- Bóng bán dẫn:
- Kích thước Die:
- PCI Express lanes: 16

| điện năng tiêu chuẩn          |                           |   |         |          |            |      |                 |              |      |          |         |                  |                                                      |      |
| Core i7-6700                  | - SR2BT (R0) - SR2L2 (R0) | 4 | 3.4 GHz | 3/4/5/6  | 4 × 256 KB | 8 MB | HD Graphics 530 | 350–1150 MHz | 65 W | LGA 1151 | DMI 3.0 | Tháng 9 năm 2015 | - CM8066201920103 - BX80662I76700 - BXC80662I76700   | $303 |
| Core i7-6700K                 | - SR2BR (R0) - SR2L0 (R0) | 4 | 4 GHz   | 0/0/0/2  | 4 × 256 KB | 8 MB | HD Graphics 530 | 350–1150 MHz | 91 W | LGA 1151 | DMI 3.0 | Tháng 8 năm 2015 | - CM8066201919901 - BX80662I76700K - BXC80662I76700K | $339 |
| tiết kiệm điện năng           |                           |   |         |          |            |      |                 |              |      |          |         |                  |                                                      |      |
| Core i7-6700T                 | - SR2BU (R0) - SR2L3 (R0) | 4 | 2.8 GHz | 6/6/7/8  | 4 × 256 KB | 8 MB | HD Graphics 530 | 350–1100 MHz | 35 W | LGA 1151 | DMI 3.0 | Tháng 9 năm 2015 | - BXC80662I76700T - CM8066201920202                  | $303 |
| tiết kiệm điện năng, đã nhúng |                           |   |         |          |            |      |                 |              |      |          |         |                  |                                                      |      |
| Core i7-6700TE                | - SR2LP (R0)              | 4 | 2.4 GHz | ?/?/?/10 | 4 × 256 KB | 8 MB | HD Graphics 530 | 350–1000 MHz | 35 W | LGA 1151 | DMI 3.0 | Tháng 9 năm 2015 | - CM8066201937801                                    | $303 |

#### "Skylake-H" (lõi tứ, 14 nm)
- Tất cả các sản phẩm hỗ trợ: MMX, SSE, SSE2, SSE3, SSSE3, SSE4.1, SSE4.2, AVX, AVX2, FMA3, F16C, (BMI1)(Bit Manipulation Instructions1)+BMI2, Enhanced Intel SpeedStep Technology (EIST), Intel 64, XD bit (an NX bit implementation), Intel VT-x, Intel VT-d, Hyper-threading, Turbo Boost 2.0, AES-NI, Smart Cache, Intel Insider, Intel vPro, Intel TXT, Intel SGX, Intel MPX.
- Bóng bán dẫn:
- Kích thước Die:

| Mã sản phẩm   | Số sSpec | Số nhân | Xung nhịp | Turbo   | L2 cache   | L3 cache | Loại GPU              | Xung nhịp GPU | TDP  | Socket   | I/O bus | Ngày ra mắt      | Số hiệu thành phần | Giá ra mắt (USD) |
| ------------- | -------- | ------- | --------- | ------- | ---------- | -------- | --------------------- | ------------- | ---- | -------- | ------- | ---------------- | ------------------ | ---------------- |
| Core i7-6785R |          | 4       | 3.3 GHz   | ?/?/?/6 | 4 × 256 KB | 8 MB     | Iris Pro Graphics 580 | 350–1150 MHz  | 65 W | BGA 1440 | DMI 3.0 | Tháng 5 năm 2016 |                    | $370             |

## Vi xử lý máy tính xách tay

### Vi kiến trúc Nehalem (thế hệ thứ nhất)

#### "Clarksfield" (45 nm)
- Tất cả các sản phẩm hỗ trợ: MMX, SSE, SSE2, SSE3, SSSE3, SSE4.1, SSE4.2, Enhanced Intel SpeedStep Technology (EIST), Intel 64, XD bit (an NX bit implementation), TXT, Intel VT-x, Intel VT-d, Hyper-threading, Turbo Boost, Smart Cache.
- FSB được thay thế bằng DMI.
- Bóng bán dẫn: 774 triệu
- Kích thước Die: 296 mm²
- Steppings: B1

| Mã sản phẩm   | Số sSpec     | Xung nhịp | Turbo    | Số nhân | L2 cache   | L3 cache | I/O bus | Mult. | Tốc độ Uncore | Bộ nhớ        | Voltage    | TDP  | Socket      | Ngày ra mắt      | Số hiệu thành phần                 | Giá ra mắt (USD) |
| ------------- | ------------ | --------- | -------- | ------- | ---------- | -------- | ------- | ----- | ------------- | ------------- | ---------- | ---- | ----------- | ---------------- | ---------------------------------- | ---------------- |
| Core i7-720QM | - SLBLY (B1) | 1.6 GHz   | 1/1/6/9  | 4       | 4 × 256 KB | 6 MB     | DMI     | 12×   |               | 2 × DDR3-1333 | 0.65–1.4 V | 45 W | - Socket G1 | Tháng 9 năm 2009 | - BY80607002907AH - BX80607I7720QM | $364             |
| Core i7-740QM | - SLBQG (B1) | 1.73 GHz  | 1/1/6/9  | 4       | 4 × 256 KB | 6 MB     | DMI     | 13×   |               | 2 × DDR3-1333 | 0.65–1.4 V | 45 W | - Socket G1 | Tháng 6 năm 2010 | - BY80607005259AA - BX80607I7740QM | $378             |
| Core i7-820QM | - SLBLX (B1) | 1.73 GHz  | 1/1/8/10 | 4       | 4 × 256 KB | 8 MB     | DMI     | 13×   |               | 2 × DDR3-1333 | 0.65–1.4 V | 45 W | - Socket G1 | Tháng 9 năm 2009 | - BY80607002904AK                  | $546             |
| Core i7-840QM | - SLBMP (B1) | 1.87 GHz  | 1/1/8/10 | 4       | 4 × 256 KB | 8 MB     | DMI     | 14×   |               | 2 × DDR3-1333 | 0.65–1.4 V | 45 W | - Socket G1 | Tháng 6 năm 2010 | - BY80607002901AI - BX80607I7840QM | $568             |
| Core i7-920XM | - SLBLW (B1) | 2 GHz     | 2/2/8/9  | 4       | 4 × 256 KB | 8 MB     | DMI     | 15×   |               | 2 × DDR3-1333 | 0.65–1.4 V | 55 W | - Socket G1 | Tháng 9 năm 2009 | - BY80607002529AF                  | $1054            |
| Core i7-940XM | - SLBSC (B1) | 2.13 GHz  | 2/2/8/9  | 4       | 4 × 256 KB | 8 MB     | DMI     | 16×   |               | 2 × DDR3-1333 | 0.65–1.4 V | 55 W | - Socket G1 | Tháng 6 năm 2010 | - BY80607002526AE                  | $1096            |

### Vi kiến trúc Westmere (thế hệ thứ nhất)

#### "Arrandale" (MCP, 32 nm)
- Tất cả các sản phẩm hỗ trợ: MMX, SSE, SSE2, SSE3, SSSE3, SSE4.1, SSE4.2, Enhanced Intel SpeedStep Technology (EIST), Intel 64, XD bit (an NX bit implementation), TXT, Intel VT-x, Intel VT-d, Hyper-threading, Turbo Boost, AES-NI, Smart Cache.
- FSB được thay thế bằng DMI.
- Chứa 45 nm "Ironlake" GPU.
- Bóng bán dẫn CPU: 382 triệu
- Kích thước CPU die: 81 mm²
- Bóng bán dẫn Đồ họa và Bộ điều khiển bộ nhớ tích hợp: 177 triệu
- Kích thước die Đồ họa và Bộ điều khiển bộ nhớ tích hợp: 114 mm²
- Steppings: C2, K0
- Core i7-610E, i7-620UE, i7-620LE và i7-660UE có hỗ trợ cho bộ nhớ ECC và cổng PCI express rẽ nhánh.

| Mã sản phẩm                        | Số sSpec                                                         | Xung nhịp | Turbo | Xung nhịp GPU | Số nhân | L2 cache   | L3 cache | I/O bus | Mult. | Tốc độ Uncore | Bộ nhớ        | Voltage     | TDP  | Socket                 | Ngày ra mắt      | Số hiệu thành phần                                    | Giá ra mắt (USD) |
| ---------------------------------- | ---------------------------------------------------------------- | --------- | ----- | ------------- | ------- | ---------- | -------- | ------- | ----- | ------------- | ------------- | ----------- | ---- | ---------------------- | ---------------- | ----------------------------------------------------- | ---------------- |
| điện năng tiêu chuẩn               |                                                                  |           |       |               |         |            |          |         |       |               |               |             |      |                        |                  |                                                       |                  |
| Core i7-620M                       | - SLBPD (C2) - SLBTQ (K0) - SLBPE (C2) - SLBTR (K0) - SLBZT (K0) | 2.67 GHz  | 3/5   | 500–766 MHz   | 2       | 2 × 256 KB | 4 MB     | DMI     | 20×   |               | 2 × DDR3-1066 | 0.775–1.4 V | 35 W | - Socket G1 - BGA-1288 | Tháng 1 năm 2010 | - CP80617003981AH - CN80617003981AH - CN80617006930AA | $332             |
| Core i7-640M                       | - SLBTN (K0) - SLBTP (K0) - SLBZU (K0)                           | 2.8 GHz   | 3/5   | 500–766 MHz   | 2       | 2 × 256 KB | 4 MB     | DMI     | 21×   |               | 2 × DDR3-1066 | 0.775–1.4 V | 35 W | - Socket G1 - BGA-1288 | Tháng 9 năm 2010 | - CP80617004152AE - CN80617004152AE - CN80617006936AA | $346             |
| điện năng tiêu chuẩn, đã nhúng     |                                                                  |           |       |               |         |            |          |         |       |               |               |             |      |                        |                  |                                                       |                  |
| Core i7-610E                       | - SLBRZ (C2) - SLBXX (K0)                                        | 2.53 GHz  | 3/5   | 500–766 MHz   | 2       | 2 × 256 KB | 4 MB     | DMI     | 19×   |               | 2 × DDR3-1066 | 0.775–1.4 V | 35 W | BGA-1288               | Tháng 1 năm 2010 | - CN80617005745AB                                     | $320             |
| tiết kiệm điện năng                |                                                                  |           |       |               |         |            |          |         |       |               |               |             |      |                        |                  |                                                       |                  |
| Core i7-620LM                      | - SLBML (C2) - SLBSU (K0)                                        | 2 GHz     | 4/6   | 266–566 MHz   | 2       | 2 × 256 KB | 4 MB     | DMI     | 15×   |               | 2 × DDR3-1066 | 0.75–1.4 V  | 25 W | BGA-1288               | Tháng 1 năm 2010 | - CN80617003879AD                                     | $300             |
| Core i7-640LM                      | - SLBMK (C2) - SLBSV (K0)                                        | 2.13 GHz  | 4/6   | 266–566 MHz   | 2       | 2 × 256 KB | 4 MB     | DMI     | 16×   |               | 2 × DDR3-1066 | 0.75–1.4 V  | 25 W | BGA-1288               | Tháng 1 năm 2010 | - CN80617003885AE                                     | $332             |
| Core i7-660LM                      | - SLBSW (K0)                                                     | 2.27 GHz  | 4/6   | 266–566 MHz   | 2       | 2 × 256 KB | 4 MB     | DMI     | 17×   |               | 2 × DDR3-1066 | 0.75–1.4 V  | 25 W | BGA-1288               | Tháng 9 năm 2010 | - CN80617004857AA                                     | $346             |
| tiết kiệm điện năng, đã nhúng      |                                                                  |           |       |               |         |            |          |         |       |               |               |             |      |                        |                  |                                                       |                  |
| Core i7-620LE                      | - SLBP9 (C2) - SLBXH (K0)                                        | 2 GHz     | 4/6   | 266–566 MHz   | 2       | 2 × 256 KB | 4 MB     | DMI     | 15×   |               | 2 × DDR3-1066 | 0.75–1.4 V  | 25 W | BGA-1288               | Tháng 1 năm 2010 | - CN80617004455AB                                     | $311             |
| siêu tiết kiệm điện năng           |                                                                  |           |       |               |         |            |          |         |       |               |               |             |      |                        |                  |                                                       |                  |
| Core i7-620UM                      | - SLBMN (C2) - SLBSX (K0)                                        | 1.07 GHz  | 5/8   | 166–500 MHz   | 2       | 2 × 256 KB | 4 MB     | DMI     | 8×    |               | 2 × DDR3-800  | 0.725–1.4 V | 18 W | BGA-1288               | Tháng 1 năm 2010 | - CN80617003882AE                                     | $278             |
| Core i7-640UM                      | - SLBMM (C2) - SLBSR (K0)                                        | 1.2 GHz   | 5/8   | 166–500 MHz   | 2       | 2 × 256 KB | 4 MB     | DMI     | 9×    |               | 2 × DDR3-800  | 0.725–1.4 V | 18 W | BGA-1288               | Tháng 1 năm 2010 | - CN80617003888AD                                     | $305             |
| Core i7-660UM                      | - SLBSS (K0)                                                     | 1.33 GHz  | 5/8   | 166–500 MHz   | 2       | 2 × 256 KB | 4 MB     | DMI     | 10×   |               | 2 × DDR3-800  | 0.725–1.4 V | 18 W | BGA-1288               | Tháng 5 năm 2010 | - CN80617005187AB                                     | $317             |
| Core i7-680UM                      | - SLBST (K0)                                                     | 1.47 GHz  | 5/8   | 166–500 MHz   | 2       | 2 × 256 KB | 4 MB     | DMI     | 11×   |               | 2 × DDR3-800  | 0.725–1.4 V | 18 W | BGA-1288               | Tháng 9 năm 2010 | - CN80617004860AA                                     | $317             |
| siêu tiết kiệm điện năng, đã nhúng |                                                                  |           |       |               |         |            |          |         |       |               |               |             |      |                        |                  |                                                       |                  |
| Core i7-620UE                      | - SLBPA (C2) - SLBXJ (K0)                                        | 1.07 GHz  | 5/8   | 166–500 MHz   | 2       | 2 × 256 KB | 4 MB     | DMI     | 8×    |               | 2 × DDR3-800  | 0.725–1.4 V | 18 W | BGA-1288               | Tháng 1 năm 2010 | - CN80617004458AB                                     | $289             |
| Core i7-660UE                      | - SLBWV (K0)                                                     | 1.33 GHz  | 5/8   | 166–500 MHz   | 2       | 2 × 256 KB | 4 MB     | DMI     | 10×   |               | 2 × DDR3-800  | 0.725–1.4 V | 18 W | - BGA-1288             | Tháng 8 năm 2010 | - CN80617006204AA                                     | $301             |

### Vi kiến trúc Sandy Bridge (thế hệ thứ 2)

#### "Sandy Bridge (lõi đôi)" (32 nm)
- Tất cả các sản phẩm hỗ trợ: MMX, SSE, SSE2, SSE3, SSSE3, SSE4.1, SSE4.2, AVX, Enhanced Intel SpeedStep Technology (EIST), Intel 64, XD bit (an NX bit implementation), TXT, Intel VT-x, Intel VT-d, Hyper-threading, Turbo Boost, AES-NI, Smart Cache.
- Core i7-2620M, Core i7-2640M, Core i7-2637M, và Core i7-2677M hỗ trợ Intel Insider
- Core i7-2610UE, Core i7-2655LE không hỗ trợ XD bit(Execute Disable Bit).[10]
- Core i7-2610UE, Core i7-2655LE có hỗ trợ cho bộ nhớ ECC
- Bóng bán dẫn: 624 triệu
- Kích thước Die: 149 mm²

| điện năng tiêu chuẩn               |                           |   |         |      |            |      |                  |              |      |                        |         |                  |                                     |      |
| Core i7-2620M                      | - SR03F (J1) - SR041 (J1) | 2 | 2.7 GHz | 5/7  | 2 × 256 KB | 4 MB | HD Graphics 3000 | 650–1300 MHz | 35 W | - Socket G2 - BGA-1023 | DMI 2.0 | Tháng 2 năm 2011 | - FF8062700838809 - AV8062700839009 | $346 |
| Core i7-2640M                      | - SR03R (J1) - SR043 (J1) | 2 | 2.8 GHz | 5/7  | 2 × 256 KB | 4 MB | HD Graphics 3000 | 650–1300 MHz | 35 W | - Socket G2 - BGA-1023 | DMI 2.0 | Tháng 9 năm 2011 | - FF8062700838905 - AV8062700839107 | $346 |
| tiết kiệm điện năng                |                           |   |         |      |            |      |                  |              |      |                        |         |                  |                                     |      |
| Core i7-2629M                      | - SR04D (J1)              | 2 | 2.1 GHz | 6/9  | 2 × 256 KB | 4 MB | HD Graphics 3000 | 500–1100 MHz | 25 W | - BGA-1023             | DMI 2.0 | Tháng 2 năm 2011 | - AV8062700851111                   | $317 |
| Core i7-2649M                      | - SR04N (J1)              | 2 | 2.3 GHz | 6/9  | 2 × 256 KB | 4 MB | HD Graphics 3000 | 500–1100 MHz | 25 W | - BGA-1023             | DMI 2.0 | Tháng 2 năm 2011 | - AV8062700850010                   | $346 |
| tiết kiệm điện năng, đã nhúng      |                           |   |         |      |            |      |                  |              |      |                        |         |                  |                                     |      |
| Core i7-2655LE                     | - SR078 (D2)              | 2 | 2.2 GHz | 5/7  | 2 × 256 KB | 4 MB | HD Graphics 3000 | 650–1000 MHz | 25 W | - BGA-1023             | DMI 2.0 | Tháng 2 năm 2011 | - AV8062700849508                   | $346 |
| siêu tiết kiệm điện năng           |                           |   |         |      |            |      |                  |              |      |                        |         |                  |                                     |      |
| Core i7-2617M                      | - SR03T (J1)              | 2 | 1.5 GHz | 8/11 | 2 × 256 KB | 4 MB | HD Graphics 3000 | 350–950 MHz  | 17 W | - BGA-1023             | DMI 2.0 | Tháng 2 năm 2011 | - AV8062701040904                   | $289 |
| Core i7-2637M                      | - SR0D3 (J1)              | 2 | 1.7 GHz | 8/11 | 2 × 256 KB | 4 MB | HD Graphics 3000 | 350–1200 MHz | 17 W | - BGA-1023             | DMI 2.0 | Tháng 6 năm 2011 | - AV8062701041105                   | $289 |
| Core i7-2657M                      | - SR03S (J1)              | 2 | 1.6 GHz | 8/11 | 2 × 256 KB | 4 MB | HD Graphics 3000 | 350–1000 MHz | 17 W | - BGA-1023             | DMI 2.0 | Tháng 2 năm 2011 | - AV8062701040804                   | $317 |
| Core i7-2677M                      | - SR0D2 (J1)              | 2 | 1.8 GHz | 8/11 | 2 × 256 KB | 4 MB | HD Graphics 3000 | 350–1200 MHz | 17 W | - BGA-1023             | DMI 2.0 | Tháng 6 năm 2011 | - AV8062701041005                   | $317 |
| siêu tiết kiệm điện năng, đã nhúng |                           |   |         |      |            |      |                  |              |      |                        |         |                  |                                     |      |
| Core i7-2610UE                     | - SR079 (D2)              | 2 | 1.5 GHz | 6/9  | 2 × 256 KB | 4 MB | HD Graphics 3000 | 350–850 MHz  | 17 W | - BGA-1023             | DMI 2.0 | Tháng 2 năm 2011 | - AV8062700849607                   | $317 |

#### "Sandy Bridge (lõi tứ)" (32 nm)
- Tất cả các sản phẩm hỗ trợ: MMX, SSE, SSE2, SSE3, SSSE3, SSE4.1, SSE4.2, AVX, Enhanced Intel SpeedStep Technology (EIST), Intel 64, XD bit (an NX bit implementation), TXT, Intel VT-x, Intel VT-d, Hyper-threading, Turbo Boost, AES-NI, Smart Cache, Intel Insider.
- Core i7-2630QM, Core i7-2635QM, Core i7-2670QM, Core i7-2675QM do not support TXT and Intel VT-d.[11]
- Core i7-2715QE có hỗ trợ cho bộ nhớ ECC.
- Core i7-2710QE, Core i7-2715QE không hỗ trợ Intel Insider và XD bit(Execute Disable Bit).[12]
- Bóng bán dẫn: 1.16 tỷ[4]
- Kích thước Die: 216 mm²

| điện năng tiêu chuẩn           |                           |   |         |           |            |      |                  |              |      |                        |         |                   |                                     |       |
| Core i7-2630QM                 | - SR02Y (D2)              | 4 | 2 GHz   | 6/6/8/9   | 4 × 256 KB | 6 MB | HD Graphics 3000 | 650–1100 MHz | 45 W | - Socket G2            | DMI 2.0 | Tháng 1 năm 2011  | - FF8062700837005                   | $378  |
| Core i7-2635QM                 | - SR030 (D2)              | 4 | 2 GHz   | 6/6/8/9   | 4 × 256 KB | 6 MB | HD Graphics 3000 | 650–1200 MHz | 45 W | - BGA-1224             | DMI 2.0 | Tháng 1 năm 2011  | - AV8062700837205                   | $378  |
| Core i7-2670QM                 | - SR02N (D2)              | 4 | 2.2 GHz | 6/6/8/9   | 4 × 256 KB | 6 MB | HD Graphics 3000 | 650–1100 MHz | 45 W | - Socket G2            | DMI 2.0 | Tháng 10 năm 2011 | - FF8062701065500                   | $378  |
| Core i7-2675QM                 | - SR02S (D2)              | 4 | 2.2 GHz | 6/6/8/9   | 4 × 256 KB | 6 MB | HD Graphics 3000 | 650–1200 MHz | 45 W | - BGA-1224             | DMI 2.0 | Tháng 10 năm 2011 | - AV8062701065600                   | $378  |
| Core i7-2720QM                 | - SR014 (D2) - SR00W (D2) | 4 | 2.2 GHz | 8/8/10/11 | 4 × 256 KB | 6 MB | HD Graphics 3000 | 650–1300 MHz | 45 W | - Socket G2 - BGA-1224 | DMI 2.0 | Tháng 1 năm 2011  | - FF8062700835817 - AV8062700836011 | $378  |
| Core i7-2760QM                 | - SR02W (D2) - SR02R (D2) | 4 | 2.4 GHz | 8/8/10/11 | 4 × 256 KB | 6 MB | HD Graphics 3000 | 650–1300 MHz | 45 W | - Socket G2 - BGA-1224 | DMI 2.0 | Tháng 9 năm 2011  | - FF8062701065300 - AV8062701065400 | $378  |
| Core i7-2820QM                 | - SR012 (D2) - SR00U (D2) | 4 | 2.3 GHz | 8/8/10/11 | 4 × 256 KB | 8 MB | HD Graphics 3000 | 650–1300 MHz | 45 W | - Socket G2 - BGA-1224 | DMI 2.0 | Tháng 1 năm 2011  | - FF8062700834709 - AV8062700834912 | $568  |
| Core i7-2860QM                 | - SR02X (D2) - SR02Q (D2) | 4 | 2.5 GHz | 8/8/10/11 | 4 × 256 KB | 8 MB | HD Graphics 3000 | 650–1300 MHz | 45 W | - Socket G2 - BGA-1224 | DMI 2.0 | Tháng 9 năm 2011  | - FF8062701065100 - AV8062701065200 | $568  |
| Core i7-2920XM                 | - SR02E (D2)              | 4 | 2.5 GHz | 7/7/9/10  | 4 × 256 KB | 8 MB | HD Graphics 3000 | 650–1300 MHz | 55 W | - Socket G2            | DMI 2.0 | Tháng 1 năm 2011  | - FF8062700834406                   | $1096 |
| Core i7-2960XM                 | - SR02F (D2)              | 4 | 2.7 GHz | 7/7/9/10  | 4 × 256 KB | 8 MB | HD Graphics 3000 | 650–1300 MHz | 55 W | - Socket G2            | DMI 2.0 | Tháng 9 năm 2011  | - FF8062700834603                   | $1096 |
| điện năng tiêu chuẩn, đã nhúng |                           |   |         |           |            |      |                  |              |      |                        |         |                   |                                     |       |
| Core i7-2710QE                 | - SR02T (D2)              | 4 | 2.1 GHz | 6/6/8/9   | 4 × 256 KB | 6 MB | HD Graphics 3000 | 650–1200 MHz | 45 W | - Socket G2            | DMI 2.0 | Tháng 1 năm 2011  | - FF8062700841002                   | $378  |
| Core i7-2715QE                 | - SR076 (D2)              | 4 | 2.1 GHz | 6/6/8/9   | 4 × 256 KB | 6 MB | HD Graphics 3000 | 650–1200 MHz | 45 W | - BGA-1023             | DMI 2.0 | Tháng 1 năm 2011  | - AV8062700843908                   | $378  |

### Vi kiến trúc Ivy Bridge (thế hệ thứ 3)

#### "Ivy Bridge (lõi đôi)" (22 nm)
- Tất cả các sản phẩm hỗ trợ: MMX, SSE, SSE2, SSE3, SSSE3, SSE4.1, SSE4.2, AVX, F16C, Enhanced Intel SpeedStep Technology (EIST), Intel 64, XD bit (an NX bit implementation), TXT, Intel VT-x, Intel VT-d, Hyper-threading, Turbo Boost2.0, AES-NI, Smart Cache, Intel Insider.
- Core i7-3517U, i7-3537U không hỗ trợ Intel TXT.
- Core i7-3555LE và Core i7-3517UE không hỗ trợ Intel Insider.

| điện năng tiêu chuẩn               |                           |   |         |       |            |      |                  |              |      |                        |         |                  |                                     |      |
| Core i7-3520M                      | - SR0MT (L1) - SR0MU (L1) | 2 | 2.9 GHz | 5/7   | 2 × 256 KB | 4 MB | HD Graphics 4000 | 650–1250 MHz | 35 W | - Socket G2 - BGA-1023 | DMI 2.0 | Tháng 6 năm 2012 | - AW8063801028703 - AV8063801028803 | $346 |
| Core i7-3540M                      | - SR0X6 (L1) - SR0X8 (L1) | 2 | 3 GHz   | 5/7   | 2 × 256 KB | 4 MB | HD Graphics 4000 | 650–1300 MHz | 35 W | - Socket G2 - BGA-1023 | DMI 2.0 | Tháng 1 năm 2013 | - AW8063801108900 - AV8063801109800 | $346 |
| tiết kiệm điện năng, đã nhúng      |                           |   |         |       |            |      |                  |              |      |                        |         |                  |                                     |      |
| Core i7-3555LE                     | - SR0R5 (L1) - SR0T5 (L1) | 2 | 2.5 GHz | 5/7   | 2 × 256 KB | 4 MB | HD Graphics 4000 | 550–1000 MHz | 25 W | - BGA-1023             | DMI 2.0 | Tháng 6 năm 2012 | - AV8063801116902 - AV8063801116903 | $360 |
| siêu tiết kiệm điện năng           |                           |   |         |       |            |      |                  |              |      |                        |         |                  |                                     |      |
| Core i7-3517U                      | - SR0N6 (L1)              | 2 | 1.9 GHz | 9/11  | 2 × 256 KB | 4 MB | HD Graphics 4000 | 350–1150 MHz | 17 W | - BGA-1023             | DMI 2.0 | Tháng 6 năm 2012 | - AV8063801057605                   | $346 |
| Core i7-3537U                      | - SR0XG (L1)              | 2 | 2 GHz   | 9/11  | 2 × 256 KB | 4 MB | HD Graphics 4000 | 350–1200 MHz | 17 W | - BGA-1023             | DMI 2.0 | Tháng 1 năm 2013 | - AV8063801119700                   | $346 |
| Core i7-3667U                      | - SR0N5 (L1)              | 2 | 2 GHz   | 10/12 | 2 × 256 KB | 4 MB | HD Graphics 4000 | 350–1150 MHz | 17 W | - BGA-1023             | DMI 2.0 | Tháng 6 năm 2012 | - AV8063801057405                   | $346 |
| Core i7-3687U                      | - SR0XH (L1)              | 2 | 2.1 GHz | 10/12 | 2 × 256 KB | 4 MB | HD Graphics 4000 | 350–1200 MHz | 17 W | - BGA-1023             | DMI 2.0 | Tháng 1 năm 2013 | - AV8063801119903                   | $356 |
| Core i7-3689Y                      | - SR12R (L1)              | 2 | 1.5 GHz | 9/11  | 2 × 256 KB | 4 MB | HD Graphics 4000 | 350–850 MHz  | 13 W | - BGA-1023             | DMI 2.0 | Tháng 1 năm 2013 | - AV8063801378203                   | $362 |
| siêu tiết kiệm điện năng, đã nhúng |                           |   |         |       |            |      |                  |              |      |                        |         |                  |                                     |      |
| Core i7-3517UE                     | - SR0R2 (L1) - SR0T6 (L1) | 2 | 1.7 GHz | 9/11  | 2 × 256 KB | 4 MB | HD Graphics 4000 | 350–1000 MHz | 17 W | - BGA-1023             | DMI 2.0 | Tháng 6 năm 2012 | - AV8063801149401 - AV8063801149402 | $330 |

#### "Ivy Bridge (lõi tứ)" (22 nm)
- Tất cả các sản phẩm hỗ trợ: MMX, SSE, SSE2, SSE3, SSSE3, SSE4.1, SSE4.2, AVX, F16C, Enhanced Intel SpeedStep Technology (EIST), Intel 64, XD bit (an NX bit implementation), TXT, Intel VT-x, Intel VT-d, Hyper-threading, Turbo Boost, AES-NI, Smart Cache, Intel Insider.
- Core i7-3610QM, Core i7-3612QM và Core i7-3630QM (Socket G2) không hỗ trợ Intel VT-d.[13]
- Core i7-3610QE, Core i7-3615QE và Core i7-3612QE không hỗ trợ Intel Insider.
- Bóng bán dẫn: 1.4 tỷ
- Kích thước Die: 160 mm²

| điện năng tiêu chuẩn           |                           |   |         |          |            |      |                  |              |      |                        |         |                   |                                                       |       |
| Core i7-3610QM                 | - SR0MN (E1)              | 4 | 2.3 GHz | 8/8/9/10 | 4 × 256 KB | 6 MB | HD Graphics 4000 | 650–1100 MHz | 45 W | - Socket G2            | DMI 2.0 | Tháng 4 năm 2012  | - AW8063801013511                                     | $378  |
| Core i7-3615QM                 | - SR0MP (E1)              | 4 | 2.3 GHz | 8/8/9/10 | 4 × 256 KB | 6 MB | HD Graphics 4000 | 650–1200 MHz | 45 W | - BGA-1224             | DMI 2.0 | Tháng 4 năm 2012  | - AV8063801013612                                     | $378  |
| Core i7-3630QM                 | - SR0UX (E1)              | 4 | 2.4 GHz | 8/8/9/10 | 4 × 256 KB | 6 MB | HD Graphics 4000 | 650–1150 MHz | 45 W | - Socket G2            | DMI 2.0 | Tháng 9 năm 2012  | - AW8063801106200                                     | $378  |
| Core i7-3635QM                 | - SR0UY (E1)              | 4 | 2.4 GHz | 8/8/9/10 | 4 × 256 KB | 6 MB | HD Graphics 4000 | 650–1200 MHz | 45 W | - BGA-1224             | DMI 2.0 | Tháng 9 năm 2012  | - AV8063801106500                                     | $378  |
| Core i7-3720QM                 | - SR0ML (E1) - SR0MM (E1) | 4 | 2.6 GHz | 8/8/9/10 | 4 × 256 KB | 6 MB | HD Graphics 4000 | 650–1250 MHz | 45 W | - Socket G2 - BGA-1224 | DMI 2.0 | Tháng 4 năm 2012  | - AW8063801013116 - AV8063801013210                   | $378  |
| Core i7-3740QM                 | - SR0UV (E1) - SR0UW (E1) | 4 | 2.7 GHz | 8/8/9/10 | 4 × 256 KB | 6 MB | HD Graphics 4000 | 650–1300 MHz | 45 W | - Socket G2 - BGA-1224 | DMI 2.0 | Tháng 9 năm 2012  | - AW8063801105000 - BX80638I73740QM - AV8063801105300 | $378  |
| Core i7-3820QM                 | - SR0MJ (E1) - SR0MK (E1) | 4 | 2.7 GHz | 8/8/9/10 | 4 × 256 KB | 8 MB | HD Graphics 4000 | 650–1250 MHz | 45 W | - Socket G2 - BGA-1224 | DMI 2.0 | Tháng 4 năm 2012  | - AW8063801012708 - AV8063801012807                   | $568  |
| Core i7-3840QM                 | - SR0UT (E1) - SR0UU (E1) | 4 | 2.8 GHz | 8/8/9/10 | 4 × 256 KB | 8 MB | HD Graphics 4000 | 650–1300 MHz | 45 W | - Socket G2 - BGA-1224 | DMI 2.0 | Tháng 9 năm 2012  | - AW8063801103800 - BX80638I73840QM - AV8063801104100 | $568  |
| Core i7-3920XM                 | - SR0MH (E1) - SR0T2 (E1) | 4 | 2.9 GHz | 7/7/8/9  | 4 × 256 KB | 8 MB | HD Graphics 4000 | 650–1300 MHz | 55 W | - Socket G2            | DMI 2.0 | Tháng 4 năm 2012  | - AW8063801009606 - AW8063801009607                   | $1096 |
| Core i7-3940XM                 | - SR0US (E1)              | 4 | 3 GHz   | 7/7/8/9  | 4 × 256 KB | 8 MB | HD Graphics 4000 | 650–1350 MHz | 55 W | - Socket G2            | DMI 2.0 | Tháng 9 năm 2012  | - AW8063801103501                                     | $1096 |
| điện năng tiêu chuẩn, đã nhúng |                           |   |         |          |            |      |                  |              |      |                        |         |                   |                                                       |       |
| Core i7-3610QE                 | - SR0NP (E1)              | 4 | 2.3 GHz | 8/8/9/10 | 4 × 256 KB | 6 MB | HD Graphics 4000 | 650–1000 MHz | 45 W | - Socket G2            | DMI 2.0 | Tháng 4 năm 2012  | - AW8063801118306                                     | $393  |
| Core i7-3615QE                 | - SR0NC (E1)              | 4 | 2.3 GHz | 8/8/9/10 | 4 × 256 KB | 6 MB | HD Graphics 4000 | 650–1000 MHz | 45 W | - BGA-1023             | DMI 2.0 | Tháng 4 năm 2012  | - AV8063801117503                                     | $393  |
| tiết kiệm điện năng            |                           |   |         |          |            |      |                  |              |      |                        |         |                   |                                                       |       |
| Core i7-3612QM                 | - SR0MQ (E1) - SR0MR (E1) | 4 | 2.1 GHz | 7/7/9/10 | 4 × 256 KB | 6 MB | HD Graphics 4000 | 650–1100 MHz | 35 W | - Socket G2 - BGA-1224 | DMI 2.0 | Tháng 4 năm 2012  | - AV8063801130504 - AV8063801130704                   | $378  |
| Core i7-3632QM                 | - SR0V0 (E1) - SR0UZ (E1) | 4 | 2.2 GHz | 7/7/9/10 | 4 × 256 KB | 6 MB | HD Graphics 4000 | 650–1150 MHz | 35 W | - Socket G2 - BGA-1224 | DMI 2.0 | Tháng 10 năm 2012 | - AW8063801152800 - AV8063801152700                   | $378  |
| tiết kiệm điện năng, đã nhúng  |                           |   |         |          |            |      |                  |              |      |                        |         |                   |                                                       |       |
| Core i7-3612QE                 | - SR0ND (E1)              | 4 | 2.1 GHz | 7/7/9/10 | 4 × 256 KB | 6 MB | HD Graphics 4000 | 650–1000 MHz | 35 W | - BGA-1023             | DMI 2.0 | Tháng 4 năm 2012  | - AV8063801149203                                     | $426  |

### Vi kiến trúc Haswell (thế hệ thứ 4)

#### "Haswell-MB" (lõi đôi, 22 nm)
- Tất cả các sản phẩm hỗ trợ: MMX, SSE, SSE2, SSE3, SSSE3, SSE4.1, SSE4.2, AVX, AVX2, FMA3, Enhanced Intel SpeedStep Technology (EIST), Intel 64, XD bit (an NX bit implementation), Intel TXT, Intel VT-x, Intel VT-d, Hyper-threading, Turbo Boost, AES-NI, Intel vPro, Intel TSX-NI, Smart Cache
- Bóng bán dẫn: 1.3 tỷ
- Kích thước Die: 181 mm²

| Mã sản phẩm   | Số sSpec     | Số nhân | Xung nhịp | Turbo | L2 cache   | L3 cache | Loại GPU         | Xung nhịp GPU | TDP  | Socket    | I/O bus | Ngày ra mắt      | Số hiệu thành phần | Giá ra mắt (USD) |
| ------------- | ------------ | ------- | --------- | ----- | ---------- | -------- | ---------------- | ------------- | ---- | --------- | ------- | ---------------- | ------------------ | ---------------- |
| Core i7-4600M | - SR1H7 (C0) | 2       | 2.9 GHz   | 5/7   | 2 × 256 KB | 4 MB     | HD Graphics 4600 | 400–1300 MHz  | 37 W | Socket G3 | DMI 2.0 | Tháng 9 năm 2013 | - CW8064701486306  | $346             |
| Core i7-4610M | - SR1KY (C0) | 2       | 3 GHz     | 5/7   | 2 × 256 KB | 4 MB     | HD Graphics 4600 | 400–1300 MHz  | 37 W | Socket G3 | DMI 2.0 | Tháng 2 năm 2014 | - CW8064701486301  | $346             |

#### "Haswell-ULT" (SiP, lõi đôi, 22 nm)
- Tất cả các sản phẩm hỗ trợ: MMX, SSE, SSE2, SSE3, SSSE3, SSE4.1, SSE4.2, AVX, AVX2, FMA3, Enhanced Intel SpeedStep Technology (EIST), Intel 64, XD bit (an NX bit implementation), Intel VT-x, Hyper-threading, Turbo Boost, AES-NI, Smart Cache
- Core i7-4550U và cao hơn cũng hỗ trợ Intel VT-d
- Core i7-4600U và i7-4650U cũng hỗ trợ Intel vPro và Intel TXT
- Bóng bán đẫn: 1.3 tỷ
- Kích thước Die: 181 mm²

| điện năng tiêu chuẩn |              |   |         |       |            |      |                    |              |      |          |         |                  |                   |      |
| Core i7-4558U        | - SR188 (C0) | 2 | 2.8 GHz | 3/5   | 2 × 256 KB | 4 MB | Iris Graphics 5100 | 200–1200 MHz | 28 W | BGA-1168 | DMI 2.0 | Tháng 6 năm 2013 | - CL8064701481303 | $454 |
| Core i7-4578U        | - SR1ZT (C0) | 2 | 3 GHz   | 3/5   | 2 × 256 KB | 4 MB | Iris Graphics 5100 | 200–1200 MHz | 28 W | BGA-1168 | DMI 2.0 | Tháng 7 năm 2014 | - CL8064701954600 | $426 |
| tiết kiệm điện năng  |              |   |         |       |            |      |                    |              |      |          |         |                  |                   |      |
| Core i7-4500U        | - SR16Z (C0) | 2 | 1.8 GHz | 9/12  | 2 × 256 KB | 4 MB | HD Graphics 4400   | 200–1100 MHz | 15 W | BGA-1168 | DMI 2.0 | Tháng 6 năm 2013 | - CL8064701477202 | $398 |
| Core i7-4510U        | - SR1EB (D0) | 2 | 2 GHz   | 8/11  | 2 × 256 KB | 4 MB | HD Graphics 4400   | 200–1100 MHz | 15 W | BGA-1168 | DMI 2.0 | Tháng 4 năm 2014 | - CL8064701477301 | $393 |
| Core i7-4550U        | - SR16J (C0) | 2 | 1.5 GHz | 12/15 | 2 × 256 KB | 4 MB | HD Graphics 5000   | 200–1100 MHz | 15 W | BGA-1168 | DMI 2.0 | Tháng 6 năm 2013 | - CL8064701462901 | $454 |
| Core i7-4600U        | - SR1EA (D0) | 2 | 2.1 GHz | 9/12  | 2 × 256 KB | 4 MB | HD Graphics 4400   | 200–1100 MHz | 15 W | BGA-1168 | DMI 2.0 | Tháng 9 năm 2013 | - CL8064701477000 | $398 |
| Core i7-4650U        | - SR16H (C0) | 2 | 1.7 GHz | 12/16 | 2 × 256 KB | 4 MB | HD Graphics 5000   | 200–1100 MHz | 15 W | BGA-1168 | DMI 2.0 | Tháng 6 năm 2013 | - CL8064701462800 | $454 |

#### "Haswell-ULX" (SiP, lõi đôi, 22 nm)
- Tất cả các sản phẩm hỗ trợ: MMX, SSE, SSE2, SSE3, SSSE3, SSE4.1, SSE4.2, AVX, AVX2, FMA3, Enhanced Intel SpeedStep Technology (EIST), Intel 64, XD bit (an NX bit implementation), Intel VT-x, Hyper-threading, Turbo Boost, AES-NI, Smart Cache, Intel VT-d, Intel vPro, Intel TXT, and Intel TSX-NI
- Bóng bán dẫn: 1.3 tỷ
- Kích thước Die: 181 mm²

| Mã sản phẩm   | Số sSpec     | Số nhân | Xung nhịp | Turbo | L2 cache   | L3 cache | Loại GPU         | Xung nhịp GPU | TDP    | Socket   | I/O bus | Ngày ra mắt      | Số hiệu thành phần | Giá ra mắt (USD) |
| ------------- | ------------ | ------- | --------- | ----- | ---------- | -------- | ---------------- | ------------- | ------ | -------- | ------- | ---------------- | ------------------ | ---------------- |
| Core i7-4610Y | - SR18D (D0) | 2       | 1.7 GHz   | 9/12  | 2 × 256 KB | 4 MB     | HD Graphics 4200 | 200–850 MHz   | 11.5 W | BGA-1168 | DMI 2.0 | Tháng 9 năm 2013 | - CL8064701512303  | $415             |

#### "Haswell-MB" (lõi tứ, 22 nm)
- Tất cả các sản phẩm hỗ trợ: MMX, SSE, SSE2, SSE3, SSSE3, SSE4.1, SSE4.2, AVX, F16C, AVX2, FMA3, Enhanced Intel SpeedStep Technology (EIST), Intel 64, XD bit (an NX bit implementation), Intel VT-x, Hyper-threading, Turbo Boost, AES-NI, Smart Cache, Intel Insider
- Core i7-48xxMQ, i7-49xxMQ, và tất cả các sản phẩm MX cũng hỗ trợ Intel TXT, Intel VT-d, và vPro.
- Bóng bán dẫn: 1.4 tỷ
- Kích thước Die: 177 mm²

| Mã sản phẩm    | Số sSpec     | Số nhân | Xung nhịp | Turbo    | L2 cache   | L3 cache | Loại GPU         | Xung nhịp GPU | TDP  | Socket    | I/O bus | Ngày ra mắt      | Số hiệu thành phần                  | Giá ra mắt (USD) |
| -------------- | ------------ | ------- | --------- | -------- | ---------- | -------- | ---------------- | ------------- | ---- | --------- | ------- | ---------------- | ----------------------------------- | ---------------- |
| Core i7-4700MQ | - SR15H (C0) | 4       | 2.4 GHz   | 8/8/9/10 | 4 × 256 KB | 6 MB     | HD Graphics 4600 | 400–1150 MHz  | 47 W | Socket G3 | DMI 2.0 | Tháng 6 năm 2013 | - CW8064701470702                   | $383             |
| Core i7-4702MQ | - SR15J (C0) | 4       | 2.2 GHz   | 7/7/9/10 | 4 × 256 KB | 6 MB     | HD Graphics 4600 | 400–1150 MHz  | 37 W | Socket G3 | DMI 2.0 | Tháng 6 năm 2013 | - CW8064701470802                   | $383             |
| Core i7-4710MQ | - SR1PQ (C0) | 4       | 2.5 GHz   | 8/8/9/10 | 4 × 256 KB | 6 MB     | HD Graphics 4600 | 400–1150 MHz  | 47 W | Socket G3 | DMI 2.0 | Tháng 4 năm 2014 | - CW8064701473404                   | $378             |
| Core i7-4712MQ | - SR1PS (C0) | 4       | 2.3 GHz   | 7/7/9/10 | 4 × 256 KB | 6 MB     | HD Graphics 4600 | 400–1150 MHz  | 37 W | Socket G3 | DMI 2.0 | Tháng 4 năm 2014 | - CW8064701473804                   | $378             |
| Core i7-4800MQ | - SR15L (C0) | 4       | 2.7 GHz   | 8/8/9/10 | 4 × 256 KB | 6 MB     | HD Graphics 4600 | 400–1300 MHz  | 47 W | Socket G3 | DMI 2.0 | Tháng 6 năm 2013 | - CW8064701471001 - BX80647I74800MQ | $378             |
| Core i7-4810MQ | - SR1PV (C0) | 4       | 2.8 GHz   | 8/8/9/10 | 4 × 256 KB | 6 MB     | HD Graphics 4600 | 400–1300 MHz  | 47 W | Socket G3 | DMI 2.0 | Tháng 2 năm 2014 | - CW8064701474405 - BX80647I74810MQ | $378             |
| Core i7-4900MQ | - SR15K (C0) | 4       | 2.8 GHz   | 8/8/9/10 | 4 × 256 KB | 8 MB     | HD Graphics 4600 | 400–1300 MHz  | 47 W | Socket G3 | DMI 2.0 | Tháng 6 năm 2013 | - CW8064701470901 - BX80647I74900MQ | $568             |
| Core i7-4910MQ | - SR1PT (C0) | 4       | 2.9 GHz   | 8/8/9/10 | 4 × 256 KB | 8 MB     | HD Graphics 4600 | 400–1300 MHz  | 47 W | Socket G3 | DMI 2.0 | Tháng 2 năm 2014 | - CW8064701474105 - BX80647I74910MQ | $568             |
| Core i7-4930MX | - SR15M (C0) | 4       | 3 GHz     | 7/7/8/9  | 4 × 256 KB | 8 MB     | HD Graphics 4600 | 400–1350 MHz  | 57 W | Socket G3 | DMI 2.0 | Tháng 6 năm 2013 | - CW8064701471101                   | $1096            |
| Core i7-4940MX | - SR1PP (C0) | 4       | 3.1 GHz   | 7/7/8/9  | 4 × 256 KB | 8 MB     | HD Graphics 4600 | 400–1350 MHz  | 57 W | Socket G3 | DMI 2.0 | Tháng 2 năm 2014 | - CW8064701474604                   | $1096            |

#### "Haswell-H" (MCP, lõi tứ, 22 nm)
- Tất cả các sản phẩm hỗ trợ: MMX, SSE, SSE2, SSE3, SSSE3, SSE4.1, SSE4.2, AVX, AVX2, FMA3, F16C, Enhanced Intel SpeedStep Technology (EIST), Intel 64, XD bit (an NX bit implementation), Intel VT-x, Intel VT-d, Intel TXT, Hyper-threading, Turbo Boost, AES-NI, Smart Cache, Intel Insider.
- Core i7-48xxHQ, i7-49xxHQ, và tất cả các sản phẩm EQ cũng hỗ trợ Intel vPro và Intel TSX-NI
- Sản phẩm với Iris Pro Graphics 5200 cũng chứa "Crystalwell": 128 MiB eDRAM dựng trên (22 nm) hoạt động như L4 cache
- Sản phẩm EQ hỗ trợ bộ nhớ ECC
- Bóng bán dẫn:
- Kích thước Die: 264mm² + 84mm²

| điện năng tiêu chuẩn           |              |   |         |             |            |      |                        |              |      |          |         |                  |                   |      |
| Core i7-4700HQ                 | - SR15E (C0) | 4 | 2.4 GHz | 8/8/9/10    | 4 × 256 KB | 6 MB | HD Graphics 4600       | 400–1200 MHz | 47 W | BGA-1364 | DMI 2.0 | Tháng 6 năm 2013 | - CL8064701470302 | $383 |
| Core i7-4702HQ                 | - SR15F (C0) | 4 | 2.2 GHz | 7/7/9/10    | 4 × 256 KB | 6 MB | HD Graphics 4600       | 400–1150 MHz | 37 W | BGA-1364 | DMI 2.0 | Tháng 6 năm 2013 | - CL8064701470403 | $383 |
| Core i7-4710HQ                 | - SR1PX (C0) | 4 | 2.5 GHz | 8/8/9/10    | 4 × 256 KB | 6 MB | HD Graphics 4600       | 400–1200 MHz | 47 W | BGA-1364 | DMI 2.0 | Tháng 4 năm 2014 | - CL8064701472304 | $378 |
| Core i7-4712HQ                 | - SR1PZ (C0) | 4 | 2.3 GHz | 7/7/9/10    | 4 × 256 KB | 6 MB | HD Graphics 4600       | 400–1150 MHz | 37 W | BGA-1364 | DMI 2.0 | Tháng 4 năm 2014 | - CL8064701472704 | $378 |
| Core i7-4720HQ                 | - SR1Q8 (C0) | 4 | 2.6 GHz | 8/8/9/10    | 4 × 256 KB | 6 MB | HD Graphics 4600       | 400–1200 MHz | 47 W | BGA-1364 | DMI 2.0 | Tháng 1 năm 2015 | - CL8064701472207 | $378 |
| Core i7-4722HQ                 | - SR1PY (C0) | 4 | 2.4 GHz | 7/7/9/10    | 4 × 256 KB | 6 MB | HD Graphics 4600       | 400–1150 MHz | 37 W | BGA-1364 | DMI 2.0 | Tháng 1 năm 2015 | - CL8064701472605 | $378 |
| Core i7-4750HQ                 | - SR18J (C0) | 4 | 2 GHz   | 10/10/11/12 | 4 × 256 KB | 6 MB | Iris Pro Graphics 5200 | 200–1200 MHz | 47 W | BGA-1364 | DMI 2.0 | Tháng 6 năm 2013 | - CL8064701510101 | $440 |
| Core i7-4760HQ                 | - SR1BM (C0) | 4 | 2.1 GHz | 10/10/11/12 | 4 × 256 KB | 6 MB | Iris Pro Graphics 5200 | 200–1200 MHz | 47 W | BGA-1364 | DMI 2.0 | Tháng 4 năm 2014 | - CL8064701510601 | $434 |
| Core i7-4770HQ                 | - SR1ZW (C0) | 4 | 2.2 GHz | 10/10/11/12 | 4 × 256 KB | 6 MB | Iris Pro Graphics 5200 | 200–1200 MHz | 47 W | BGA-1364 | DMI 2.0 | Tháng 7 năm 2014 | - CL8064701956100 | $434 |
| Core i7-4850HQ                 | - SR18H (C0) | 4 | 2.3 GHz | 10/10/11/12 | 4 × 256 KB | 6 MB | Iris Pro Graphics 5200 | 200–1200 MHz | 47 W | BGA-1364 | DMI 2.0 | Tháng 6 năm 2013 | - CL8064701509800 | $468 |
| Core i7-4860HQ                 | - SR1BP (C0) | 4 | 2.4 GHz | 10/10/11/12 | 4 × 256 KB | 6 MB | Iris Pro Graphics 5200 | 200–1200 MHz | 47 W | BGA-1364 | DMI 2.0 | Tháng 2 năm 2014 | - CL8064701510800 | $434 |
| Core i7-4870HQ                 | - SR1ZX (C0) | 4 | 2.5 GHz | 10/10/11/12 | 4 × 256 KB | 6 MB | Iris Pro Graphics 5200 | 200–1200 MHz | 47 W | BGA-1364 | DMI 2.0 | Tháng 7 năm 2014 | - CL8064701956200 | $434 |
| Core i7-4950HQ                 | - SR18G (C0) | 4 | 2.4 GHz | 10/10/11/12 | 4 × 256 KB | 6 MB | Iris Pro Graphics 5200 | 200–1300 MHz | 47 W | BGA-1364 | DMI 2.0 | Tháng 6 năm 2013 | - CL8064701509700 | $657 |
| Core i7-4960HQ                 | - SR1BS (C0) | 4 | 2.6 GHz | 10/10/11/12 | 4 × 256 KB | 6 MB | Iris Pro Graphics 5200 | 200–1300 MHz | 47 W | BGA-1364 | DMI 2.0 | Tháng 9 năm 2013 | - CL8064701511001 | $657 |
| Core i7-4980HQ                 | - SR1ZY (C0) | 4 | 2.8 GHz | 10/10/11/12 | 4 × 256 KB | 6 MB | Iris Pro Graphics 5200 | 200–1300 MHz | 47 W | BGA-1364 | DMI 2.0 | Tháng 7 năm 2014 | - CL8064701956300 | $623 |
| điện năng tiêu chuẩn, đã nhúng |              |   |         |             |            |      |                        |              |      |          |         |                  |                   |      |
| Core i7-4700EC                 | - SR1VZ (C0) | 4 | 2.7 GHz | —           | 4 × 256 KB | 8 MB | —                      | —            | 43 W | BGA-1364 | DMI 2.0 | Tháng 3 năm 2014 | - CL8064701830000 | $459 |
| Core i7-4700EQ                 | - SR17L (C0) | 4 | 2.4 GHz | 8/8/9/10    | 4 × 256 KB | 6 MB | HD Graphics 4600       | 400–1000 MHz | 47 W | BGA-1364 | DMI 2.0 | Tháng 6 năm 2013 | - CL8064701483802 | $378 |
| Core i7-4701EQ                 | - SR1H1 (C0) | 4 | 2.4 GHz | 8/8/9/10    | 4 × 256 KB | 6 MB | HD Graphics 4600       | 400–1000 MHz | 47 W | BGA-1364 | DMI 2.0 | Q3 2013          | - CL8064701575100 | $415 |
| Core i7-4850EQ                 | - SR17X (C0) | 4 | 1.6 GHz | ?/?/?/16    | 4 × 256 KB | 6 MB | Iris Pro Graphics 5200 | 650–1000 MHz | 47 W | BGA-1364 | DMI 2.0 | Tháng 8 năm 2013 | - CL8064701528402 | $466 |
| Core i7-4860EQ                 | - SR195 (C0) | 4 | 1.8 GHz | ?/?/?/14    | 4 × 256 KB | 6 MB | Iris Pro Graphics 5200 | 750–1000 MHz | 47 W | BGA-1364 | DMI 2.0 | Tháng 8 năm 2013 | - CL8064701528404 | $508 |
| tiết kiệm điện năng, đã nhúng  |              |   |         |             |            |      |                        |              |      |          |         |                  |                   |      |
| Core i7-4702EC                 | - SR1W0 (C0) | 4 | 2 GHz   | —           | 4 × 256 KB | 8 MB | —                      | —            | 27 W | BGA-1364 | DMI 2.0 | Tháng 3 năm 2014 | - CL8064701830100 | $459 |

### Vi kiến trúc Broadwell (thế hệ thứ 5)

#### "Broadwell-H" (MCP, lõi tứ, 14 nm)
- Tất cả các sản phẩm hỗ trợ: MMX, SSE, SSE2, SSE3, SSSE3, SSE4.1, SSE4.2, AVX, AVX2, FMA3, F16C, Enhanced Intel SpeedStep Technology (EIST), Intel 64, XD bit (an NX bit implementation), Intel VT-x, Intel VT-d, Intel TXT, Hyper-threading, Turbo Boost, AES-NI, Smart Cache, Intel Insider, và configurable TDP (cTDP) down (47W→37W).
- Sản phẩm với Iris Pro Graphics 6200 cũng chứa "Crystalwell": 128 MiB eDRAM hoạt động như L4 cache
- Sản phẩm EQ cũng hỗ trợ Intel vPro, Intel TSX-NI, and ECC memory.
- Bóng bán dẫn:
- Kích thước Die:

| điện năng tiêu chuẩn           |              |   |         |         |            |      |                        |              |      |          |         |                  |                   |      |
| Core i7-5700HQ                 | - SR2BP (G0) | 4 | 2.7 GHz | 3.5 GHz | 4 × 256 KB | 6 MB | HD Graphics 5600       | 300–1050 MHz | 47 W | BGA-1364 | DMI 2.0 | Tháng 6 năm 2015 | - FH8065802491903 | $378 |
| Core i7-5750HQ                 | - SR2BL (G0) | 4 | 2.5 GHz | 3.4 GHz | 4 × 256 KB | 6 MB | Iris Pro Graphics 6200 | 300–1100 MHz | 47 W | BGA-1364 | DMI 2.0 | Tháng 6 năm 2015 | - FH8065802491802 | $434 |
| Core i7-5850HQ                 | - SR2BH (G0) | 4 | 2.7 GHz | 3.6 GHz | 4 × 256 KB | 6 MB | Iris Pro Graphics 6200 | 300–1100 MHz | 47 W | BGA-1364 | DMI 2.0 | Tháng 6 năm 2015 | - FH8065802491501 | $434 |
| Core i7-5950HQ                 | - SR2BJ (G0) | 4 | 2.9 GHz | 3.7 GHz | 4 × 256 KB | 6 MB | Iris Pro Graphics 6200 | 300–1150 MHz | 47 W | BGA-1364 | DMI 2.0 | Tháng 6 năm 2015 | - FH8065802491601 | $623 |
| điện năng tiêu chuẩn, đã nhúng |              |   |         |         |            |      |                        |              |      |          |         |                  |                   |      |
| Core i7-5700EQ                 | - SR2E6 (G0) | 4 | 2.6 GHz | 3.4 GHz | 4 × 256 KB | 6 MB | HD Graphics 5600       | 300–1000 MHz | 47 W | BGA-1364 | DMI 2.0 | Tháng 6 năm 2015 | - FH8065802420402 | $378 |
| Core i7-5850EQ                 | - SR2E8 (G0) | 4 | 2.7 GHz | 3.4 GHz | 4 × 256 KB | 6 MB | Iris Pro Graphics 6200 | 300–1000 MHz | 47 W | BGA-1364 | DMI 2.0 | Tháng 6 năm 2015 | - FH8065802420503 | $435 |

#### "Broadwell-U" (lõi đôi, 14 nm)
- Tất cả các sản phẩm hỗ trợ: MMX, SSE, SSE2, SSE3, SSSE3, SSE4.1, SSE4.2, AVX, AVX2, FMA3, Enhanced Intel SpeedStep Technology (EIST), Intel 64, XD bit (an NX bit implementation), Intel VT-x, Intel VT-d, Hyper-threading, Turbo Boost, AES-NI, Smart Cache, configurable TDP (cTDP) down
- Core i7-5600U và cao hơn cũng hỗ trợ Intel vPro, Intel TXT, và Intel TSX-NI
- Bóng bán dẫn: 1.3-1.9 tỷ [14]
- Kích thước Die: 82-133 mm² [14]

| điện năng tiêu chuẩn |              |   |         |      |            |      |                    |              |      |          |         |                  |                   |      |
| Core i7-5557U        | - SR26E (F0) | 2 | 3.1 GHz | 3/3  | 2 × 256 KB | 4 MB | Iris Graphics 6100 | 300–1100 MHz | 28 W | BGA-1168 | DMI 2.0 | Tháng 1 năm 2015 | - FH8065802063512 | $426 |
| tiết kiệm điện năng  |              |   |         |      |            |      |                    |              |      |          |         |                  |                   |      |
| Core i7-5500U        | - SR23W (F0) | 2 | 2.4 GHz | 5/6  | 2 × 256 KB | 4 MB | HD Graphics 5500   | 300–950 MHz  | 15 W | BGA-1168 | DMI 2.0 | Tháng 1 năm 2015 | - FH8065801620004 | $393 |
| Core i7-5550U        | - SR26A (F0) | 2 | 2 GHz   | 9/10 | 2 × 256 KB | 4 MB | HD Graphics 6000   | 300–1000 MHz | 15 W | BGA-1168 | DMI 2.0 | Tháng 1 năm 2015 | - FH8065802063310 | $426 |
| Core i7-5600U        | - SR23V (F0) | 2 | 2.6 GHz | 5/6  | 2 × 256 KB | 4 MB | HD Graphics 5500   | 300–950 MHz  | 15 W | BGA-1168 | DMI 2.0 | Tháng 1 năm 2015 | - FH8065801618304 | $393 |
| Core i7-5650U        | - SR267 (F0) | 2 | 2.2 GHz | 9/10 | 2 × 256 KB | 4 MB | HD Graphics 6000   | 300–1000 MHz | 15 W | BGA-1168 | DMI 2.0 | Tháng 1 năm 2015 | - FH8065801974816 | $426 |

### Vi kiến trúc Skylake (thế hệ thứ 6)

#### "Skylake-H" (MCP, lõi tứ, 14 nm)
- Tất cả các sản phẩm hỗ trợ: MMX, SSE, SSE2, SSE3, SSSE3, SSE4.1, SSE4.2, AVX, AVX2, FMA3, F16C, Enhanced Intel SpeedStep Technology (EIST), Intel 64, XD bit (an NX bit implementation), Intel VT-x, Intel VT-d, Hyper-threading, Turbo Boost, AES-NI, Smart Cache, Intel Insider, và configurable TDP (cTDP) down (45W→35W).
- Core i7-6820HQ, Core i7-6920HQ, và các sản phẩm đã nhúng cũng hỗ trợ Intel vPro, Intel TXT.
- Core i7-6820HK, Core i7-6820HQ, Core i7-6920HQ, và các sản phẩm đã nhúng cũng hỗ trợ Intel TSX-NI.
- Core i7-6820HK có nhân mở khóa.
- Bóng bán dẫn:
- Kích thước Die:

| điện năng tiêu chuẩn           |              |   |         |         |            |      |                       |              |      |          |         |                   |                   |      |
| Core i7-6700HQ                 | - SR2FQ (R0) | 4 | 2.6 GHz | 5/7/7/9 | 4 × 256 KB | 6 MB | HD Graphics 530       | 350–1050 MHz | 45 W | BGA 1440 | DMI 3.0 | Tháng 9 năm 2015  | - CL8066202194635 | $378 |
| Core i7-6770HQ                 | - SR2QY (N0) | 4 | 2.6 GHz | 5/7/7/9 | 4 × 256 KB | 6 MB | Iris Pro Graphics 580 | 350–950 MHz  | 45 W | BGA 1440 | DMI 3.0 | Tháng 1 năm 2016  | - JQ8066202195123 | $378 |
| Core i7-6820HK                 | - SR2FL (R0) | 4 | 2.7 GHz | 5/7/7/9 | 4 × 256 KB | 8 MB | HD Graphics 530       | 350–1050 MHz | 45 W | BGA 1440 | DMI 3.0 | Tháng 9 năm 2015  | - CL8066202194730 | $378 |
| Core i7-6820HQ                 | - SR2FU (R0) | 4 | 2.7 GHz | 5/7/7/9 | 4 × 256 KB | 8 MB | HD Graphics 530       | 350–1050 MHz | 45 W | BGA 1440 | DMI 3.0 | Tháng 9 năm 2015  | - CL8066202194731 | $378 |
| Core i7-6870HQ                 | - SR2QX (N0) | 4 | 2.7 GHz | 5/7/7/9 | 4 × 256 KB | 8 MB | Iris Pro Graphics 580 | 350–1000 MHz | 45 W | BGA 1440 | DMI 3.0 | Tháng 1 năm 2016  | - JQ8066202195122 | $434 |
| Core i7-6920HQ                 | - SR2FT (R0) | 4 | 2.9 GHz | 5/7/7/9 | 4 × 256 KB | 8 MB | HD Graphics 530       | 350–1050 MHz | 45 W | BGA 1440 | DMI 3.0 | Tháng 9 năm 2015  | - CL8066202194719 | $568 |
| Core i7-6970HQ                 | - SR2QW (N0) | 4 | 2.8 GHz | 5/7/7/9 | 4 × 256 KB | 8 MB | Iris Pro Graphics 580 | 350–1050 MHz | 45 W | BGA 1440 | DMI 3.0 | Tháng 1 năm 2016  | - JQ8066202195121 | $623 |
| điện năng tiêu chuẩn, đã nhúng |              |   |         |         |            |      |                       |              |      |          |         |                   |                   |      |
| Core i7-6820EQ                 | - SR2DT (R0) | 4 | 2.8 GHz | 3.5 GHz | 4 × 256 KB | 8 MB | HD Graphics 530       | 350–1000 MHz | 45 W | BGA 1440 | DMI 3.0 | Tháng 10 năm 2015 | - CL8066201939103 | $378 |
| tiết kiệm điện năng, đã nhúng  |              |   |         |         |            |      |                       |              |      |          |         |                   |                   |      |
| Core i7-6822EQ                 | - SR2DW (R0) | 4 | 2 GHz   | 2.8 GHz | 4 × 256 KB | 8 MB | HD Graphics 530       | 300–1000 MHz | 25 W | BGA 1440 | DMI 3.0 | Tháng 10 năm 2015 | - CL8066202302204 | $378 |

#### "Skylake-U" (lõi tứ, 14 nm)
- Tất cả các sản phẩm hỗ trợ: MMX, SSE, SSE2, SSE3, SSSE3, SSE4.1, SSE4.2, AVX, AVX2, FMA3, Enhanced Intel SpeedStep Technology (EIST), Intel 64, XD bit (an NX bit implementation), Intel VT-x, Intel VT-d, Hyper-threading, Turbo Boost, AES-NI, Smart Cache, Intel TSX-NI, and configurable TDP (cTDP) down
- Core i7-6600U và cao hơn cũng hỗ trợ Intel vPro, Intel TXT.
- Bóng bán dẫn:
- Kích thước Die:

| điện năng tiêu chuẩn |              |   |         |       |            |      |                   |              |      |          |         |                  |                   |      |
| Core i7-6567U        |              | 2 | 3.3 GHz | 1/3   | 2 × 256 KB | 4 MB | Iris Graphics 550 | 300–1100 MHz | 28 W | BGA 1356 | DMI 3.0 | Tháng 9 năm 2015 |                   |      |
| tiết kiệm điện năng  |              |   |         |       |            |      |                   |              |      |          |         |                  |                   |      |
| Core i7-6500U        | - SR2EZ (D1) | 2 | 2.5 GHz | 5/6   | 2 × 256 KB | 4 MB | HD Graphics 520   | 300–1050 MHz | 15 W | BGA 1356 | DMI 3.0 | Tháng 9 năm 2015 | - FJ8066201930408 | $393 |
| Core i7-6560U        |              | 2 | 2.2 GHz | 9/10  | 2 × 256 KB | 4 MB | Iris Graphics 540 | 300–1050 MHz | 15 W | BGA 1356 | DMI 3.0 | Tháng 9 năm 2015 |                   |      |
| Core i7-6600U        | - SR2F1 (D1) | 2 | 2.6 GHz | 6/8   | 2 × 256 KB | 4 MB | HD Graphics 520   | 300–1050 MHz | 15 W | BGA 1356 | DMI 3.0 | Tháng 9 năm 2015 | - FJ8066201924950 | $393 |
| Core i7-6650U        | - SR2KA (K1) | 2 | 2.2 GHz | 10/12 | 2 × 256 KB | 4 MB | Iris Graphics 540 | 300–1050 MHz | 15 W | BGA 1356 | DMI 3.0 | Tháng 9 năm 2015 | - FJ8066202499212 | $415 |
| Core i7-6660U        | - SR2JL (K1) | 2 | 2.4 GHz | 9/10  | 2 × 256 KB | 4 MB | Iris Graphics 540 | 300–1050 MHz | 15 W | BGA 1356 | DMI 3.0 | Tháng 3 năm 2016 | - FJ8066202499207 | $415 |